# Lijst van landen in 1806
Hieronder volgt een lijst van landen van de wereld in 1806.

## Uitleg
- Onder het kopje Onafhankelijke landen zijn de landen in de wereld opgelijst die in 1806 onafhankelijk waren.
- Alle de facto onafhankelijke staten die niet, of slechts in zeer beperkte mate, door andere landen werden erkend, zijn weergegeven onder het kopje Niet algemeen erkende landen.
- De afhankelijke gebieden, dat wil zeggen gebieden die niet worden gezien als een integraal onderdeel van de staat waar ze afhankelijk van zijn, zoals vazalstaten, protectoraten en kolonies, zijn weergegeven onder het kopje Niet-onafhankelijke gebieden.
- De in grote mate onafhankelijke rijksvrije gebieden (hertogdommen, graafschappen, heerlijkheden, rijkssteden, prinsbisdommen, etc.) die lagen binnen de grenzen van het Heilige Roomse Rijk zijn apart opgelijst onder het kopje Staten binnen het Heilige Roomse Rijk.
- De belangrijkste dynastieën binnen de Marathaconfederatie staan vermeld onder het kopje Dynastieën binnen de Marathaconfederatie en de in grote mate onafhankelijke onderdelen van het Mogolrijk zijn weergegeven onder het kopje Staten binnen het Mogolrijk.
- De zelfstandige koninkrijken van het Koninkrijk Bali zijn weergegeven onder het kopje Balinese koninkrijken.

## Staatkundige veranderingen in 1806
- 1 januari: het Keurvorstendom Beieren wordt het Koninkrijk Beieren.
- 1 januari: het Keurvorstendom Württemberg wordt het Koninkrijk Württemberg.
- 3 januari: Britse bezetting van de Kaapkolonie.
- 11 januari: Britse bezetting van Aruba.
- 27 januari: het Vorstendom Heitersheim van de Maltezer Orde wordt bezet door Baden.
- 4 maart: de Rijksstad Augsburg wordt door Beieren geannexeerd.
- 11 maart: einde van de keizerlijke administratie over de Rijksstad Neurenberg.
- 15 maart: oprichting van het Hertogdom Berg en Kleef.
- 30 maart: heroprichting van het Hertogdom Massa en Carrara.
- 30 maart: oprichting van het Vorstendom Guastalla.
- 30 maart: oprichting van het Koninkrijk Napels (officieel het Koninkrijk der Beide Siciliën) als Franse vazalstaat.
- 8 april: het Vorstendom Anhalt-Bernburg wordt een hertogdom.
- 9 april: het Graafschap Reuss-Schleiz en Gera wordt het Vorstendom Reuss jongere linie en het Graafschap Reuss-Ebersdorf wordt het Vorstendom Reuss-Ebersdorf.
- 24 mei: het Vorstendom Guastalla gaat deel uitmaken van het Koninkrijk Italië.
- 27 mei: Franse bezetting van de Republiek Ragusa.
- 5 juni: het Bataafs Gemenebest wordt het Koninkrijk Holland.
- 5 juni: oprichting van het Vorstendom Pontecorvo en heroprichting van het Vorstendom Benevento.
- 12 juli: het Hertogdom Berg en Kleef wordt het Groothertogdom Berg.
- 12 juli: het Graafschap Hohengeroldseck wordt het Vorstendom von der Leyen.
- 12 juli: einde de volgende onafhankelijke landen van het Heilige Roomse Rijk: Holzappel, Wied-Neuwied, Wied-Runkel, Dülmen, Tengen, Castell, Schwarzenberg, Löwenstein-Wertheim-Virneburg, Löwenstein-Wertheim-Rosenberg, Hohenlohe-Waldenburg-Schillingfürst, Hohenlohe-Langenburg, Hohenlohe-Kirchberg, Hohenlohe-Jagstberg, Hohenlohe-Ingelfingen, Hohenlohe-Bartenstein, Erbach-Fürstenau, Erbach-Schönberg, Erbach-Wartenberg-Roth, Limpurg-Speckfeld, Ortenburg-Tambach, Winterrieden, Thurn und Taxis, Störnstein, Nostitz-Rieneck, Schönborn, Sayn-Wittgenstein-Berleburg, Sayn-Wittgenstein-Hohenstein, Bentheim-Steinfurt, Baindt, Ochsenhausen, Schussenried en Weißenau, Gemen, Wallmoden-Gimborn, Isny, Buxheim, Schaesberg-Tannheim, Hallermund, Edelstetten, Leiningen-Westerburg-Neuleiningen, Leiningen-Westerburg-Altleiningen, Solms-Braunfels, Solms-Lich-Hohensolms, Solms-Laubach, Solms-Rödelheim, Solms-Sachsenfeld, Solms-Wildenfels, Wartenberg-Rot, Öttingen-Spielberg, Öttingen-Wallerstein, Heggbach, Fürstenberg, Plettenberg-Mietingen, Königsegg-Aulendorf, Waldburg-Wolfegg, Waldburg-Wolfegg, Waldburg-Zeil-Trauchburg, Waldburg-Zeil-Wurzach, Limburg-Styrum, Fugger-Babenhausen, Fugger-Kirchheim, Fugger-Nordendorf, Windisch-Graetz, Stadion-Thannhausen, Stadion-Warthausen, Rechberg en Rothenlöwen, Hatzfeld-Wildenburg, Hatzfeld-Trachenberg, Gutenzell, Umpfenbach, Neuravensburg, Leiningen, Salm-Reifferscheid-Krautheim, Starhemberg, Bömelburg en Schönburg.
- 12 juli: het Vorstendom Isbenburg-Birstein, het Graafschap Isenburg-Büdingen, het Graafschap Isenburg-Philippseich, het Graafschap Isenburg-Wächtersbach en het Graafschap Isenburg-Meerholz worden samengevoegd tot het Soeverein Vorstendom Isenburg.
- 12 juli: Hessen-Darmstadt en Hessen-Homburg worden verenigd tot Hessen.
- 12 juli: de Duitse Orde raakt zijn grondgebied kwijt aan Napoleon.
- 12 juli: stichting van de Rijnbond, bestaande uit het Vorstendom von der Leyen, Hessen, Isenburg, Hohenzollern-Hechingen, Hohenzollern-Sigmaringen, Liechtenstein, Salm, Nassau-Usingen, Nassau-Weilburg, Arenberg, Regensburg, Württemberg, Beieren en Berg.
- 25 juli: het Keurvorstendom Baden wordt het Groothertogdom Baden.
- 27 juli: het Vorstendom Rheina-Wolbeck wordt door Berg geannexeerd.
- 2 augustus: het Graafschap Salm-Horstmar wordt door Berg geannexeerd.
- 6 augustus: einde van het Heilige Roomse Rijk.
- 28 augustus: Russische bezetting van Walachije.
- 30 augustus: de vorstendommen Nassau-Usingen en Nassau-Weilburg vormen het Hertogdom Nassau.
- 15 september: de Rijksstad Neurenberg wordt door Beieren geannexeerd.
- 19 september: Frankfurt wordt bij Regensburg gevoegd.
- 25 september: het Keurvorstendom Würzburg wordt het Groothertogdom Würzburg en treedt toe tot de Rijnbond.
- 6 oktober: Russische annexatie van het Kanaat Bakoe.
- 17 oktober: in Haïti komt een einde aan het keizerrijk.
- 27 oktober: Franse bezetting van het Vorstendom Fulda en Corvey (Nassau-Oranje-Fulda).
- 31 oktober: Franse bezetting van het Keurvorstendom Hessen.
- Oktober: Franse bezetting van Jever en Brunswijk-Wolfenbüttel.
- 5 november: Franse bezetting van Lübeck.
- 13 november: de Vrije Rijksstad Hamburg wordt de Vrije Hanzestad Hamburg.
- 19 november: Franse bezetting van Hamburg.
- 11 december: het Keurvorstendom Saksen wordt het Koninkrijk Saksen en treedt toe tot de Rijnbond.
- 15 december: Saksen-Coburg-Saalfeld, Saksen-Gotha-Altenburg, Saksen-Eisenach, Saksen-Meiningen, Saksen-Weimar treden toe tot de Rijnbond.
- 27 december: Haïti splitst in tweeën.
- Quba komt onder Russische invloed te staan.
- Bakoe wordt door Rusland geannexeerd.
- Franse bezetting van de Heerlijkheid Kniphausen.
- Daura wordt een vazal van Sokoto.
- Franse bezetting van Poljica.
- Russische annexatie van Djaro-Belokani.
- Het Vorstendom Tabassaran, Kaitag, Ossetië en het Kanaat Derbent komen onder Russische suzereiniteit.
- Einde van de semi-onafhankelijke status van Aundh.

## Onafhankelijke landen

### A
| Korte landsnaam (Nederlands)       | Lange landsnaam (Nederlands)                                    | Korte landsnaam (oorspronkelijke taal/talen) |
| ---------------------------------- | --------------------------------------------------------------- | -------------------------------------------- |
| Abemama                            | Koninkrijk Abemama                                              | Kiribatisch: Abemama                         |
| Aboh                               | Koninkrijk Aboh                                                 | Yoruba: Obodo Eze                            |
| Abu Dhabi                          | Emiraat Abu Dhabi                                               | Arabisch: Abū Ẓabī / أبوظبي                  |
| Adrar                              | Emiraat Adrar                                                   | Arabisch: Adrar / ولاية آدرار                |
| Afghanistan                        | Emiraat Afghanistan (ook wel: Kabulistan / Rijk der Durraniden) | Dari en Pasjtoe: Afġānistān / افغانستان      |
| Agadez                             | Sultanaat Agadez (ook wel: Sultanaat Aïr)                       | Arabisch: Toeareg:                           |
| Ahom                               | Koninkrijk Ahom (ook wel: Koninkrijk Assam)                     | Assamees: আহোম ৰাজ্য                            |
| Ajman                              | Emiraat Ajman                                                   | Arabisch: ʿAǧmān / عجمان                     |
| Akwa Akpa                          | Akwa Akpa                                                       | Ibibio: Akwa Akpa                            |
| Akyem                              | Confederatie van Akyem-staten                                   | Twi: Akyem                                   |
| Alo                                | Alo (ook wel: Koninkrijk Tu'a of Koninkrijk Futuna)             | Futunisch: Tu'a                              |
| Amarro                             | Koninkrijk Amarro (ook wel: Amaro)                              | Sidamo: Amarro                               |
| (tot 1806) Andorra (vanaf 1806)    | Vorstendom Andorra                                              | Catalaans, Frans en Spaans: Andorra          |
| Angoche                            | Sultanaat Angoche                                               | Ekoti: Angoche                               |
| Anhalt-Bernburg (vanaf 6 augustus) | Hertogdom Anhalt-Bernburg                                       | Duits: Anhalt-Bernburg                       |
| Anhalt-Dessau (vanaf 6 augustus)   | Vorstendom Anhalt-Dessau                                        | Duits: Anhalt-Dessau                         |
| Anhalt-Köthen (vanaf 6 augustus)   | Vorstendom Anhalt-Köthen                                        | Duits: Anhalt-Köthen                         |
| Ankole                             | Koninkrijk Ankole (ook wel: Nkore)                              | Nkore: Nkore                                 |
| Anziku                             | Koninkrijk Anziku (ook wel: Teke / Tio / Tyo)                   |                                              |
| Aro                                | Confederatie van de Aro                                         | Igbo: Omu Aro                                |
| Ashanti                            | Koninkrijk Ashanti                                              | Akan: Asanteman                              |
| Assinie                            | Koninkrijk Assinie                                              |                                              |
| Atjeh                              | Sultanaat Atjeh                                                 | Atjehs: Acèh                                 |
| Awsa                               | Afar Sultanaat Awsa                                             | Afar: Awsa                                   |

### B
| Korte landsnaam (Nederlands)                        | Lange landsnaam (Nederlands)                         | Korte landsnaam (oorspronkelijke taal/talen) |
| --------------------------------------------------- | ---------------------------------------------------- | -------------------------------------------- |
| Baguirmi                                            | Sultanaat Baguirmi                                   | Baguirmi: Baguirmi                           |
| Bahawalpur                                          | Bahawalpur                                           | Urdu: بہاولپور                               |
| Bajini                                              | Sultanaat Bajini                                     | Comorees: Bajini                             |
| Bali                                                | Koninkrijk Bali                                      | Balinees: Bali                               |
| Baltistan                                           | Baltistan                                            | Balti: Baltiyul / བལྟིསྟན / بلتیول              |
| Bambao                                              | Sultanaat Bambao                                     | Comorees: Bambao                             |
| Bambara                                             | Rijk van de Bambara (ook wel: Bamana / Ségou / Segu) | Bambara:                                     |
| Bamum                                               | Koninkrijk Bamum (ook wel: Bamoun)                   | Mbum: Bamum                                  |
| Banana Islands                                      | Banana Islands                                       | Engels: Banana Islands                       |
| Baol                                                | Koninkrijk Baol                                      | Serer: Bawol                                 |
| Bara                                                | Koninkrijk Bara                                      | Malagassisch: Bara                           |
| Barotseland                                         | Koninkrijk Barotseland                               | Lozi: Bulozi                                 |
| Barra                                               | Barra                                                | Mandinka: Niumi                              |
| Bawlake                                             | Bawlake                                              | Kayah:                                       |
| Benin                                               | Koninkrijk Benin                                     | Edo: Edo                                     |
| Bhutan                                              | Bhutan                                               | Dzongkha: Druk Yul / འབྲུག་ཡུལ་                 |
| Birma                                               | Koninkrijk Birma (Konbaung-dynastie)                 | Birmaans:                                    |
| Biu                                                 | Koninkrijk Biu                                       | Bura-Pabir: Biu                              |
| Boechara                                            | Emiraat Boechara (ook wel: Bukhara / Buchara)        | Oezbeeks: Buxoro / Бухоро Tadzjieks: Бухоро  |
| Boeganda                                            | Koninkrijk Boeganda                                  | Luganda: Buganda                             |
| Boina                                               | Koninkrijk Boina                                     | Malagassisch: Boina                          |
| Bonabele                                            | Bonabele                                             | Duala: Bonabele                              |
| Bondu                                               | Bondu                                                | Fula: Bundu Mandinka:                        |
| Bone                                                | Bone (ook wel: Boni)                                 | Boeginees:                                   |
| Bono                                                | Koninkrijk Bono                                      | Abron: Bonoman                               |
| Bora Bora                                           | Koninkrijk Bora Bora                                 | Tahitiaans: Porapora                         |
| Bornu                                               | Koninkrijk Bornu                                     | Kanuri: Bornu                                |
| Brakna                                              | Emiraat Brakna                                       | Arabisch: Brakna / ولاية البراكنة            |
| Bremen (vanaf 6 augustus)                           | Vrije en Hanzestad Bremen                            | Duits: Bremen                                |
| Brunei                                              | Staat Brunei                                         | Maleis: Brunei Darussalam / دارالسلام        |
| Brunswijk-Wolfenbüttel (van 6 augustus tot oktober) | Vorstendom Brunswijk-Wolfenbüttel                    | Duits: Braunschweig-Wolfenbüttel             |
| Bunyoro-Kitara                                      | Koninkrijk Bunyoro-Kitara                            | Nyoro: Bunyoro-Kitara                        |
| Burundi                                             | Koninkrijk Burundi                                   | Kirundi: Burundi                             |
| Busoga                                              | Koninkrijk Busoga                                    | Lusoga: Busoga                               |
| Buton                                               | Sultanaat Buton (ook wel: Butung)                    | Cia-Cia: Moronene: Wolio:                    |

### C
| Korte landsnaam (Nederlands) | Lange landsnaam (Nederlands)                               | Korte landsnaam (oorspronkelijke taal/talen)          |
| ---------------------------- | ---------------------------------------------------------- | ----------------------------------------------------- |
| Carpegna                     | Graafschap Carpegna                                        | Italiaans: Carpegna                                   |
| Cayor                        | Koninkrijk Cayor                                           | Wolof: Kayor                                          |
| Chamba                       | Chamba                                                     | Chambeali:                                            |
| Chaubisi Rajya               | Chaubisi Rajya (ook wel: Chaubise Rajya / Chaubisye Rajya) | Nepalees:                                             |
| China                        | Keizerrijk van de Grote Qing                               | Mandarijn: Zhongguo / 中國 Mantsjoe: Dulimbai Gurun / |
| Chitral                      | Chitral                                                    | Khowar: Chitral                                       |
| Cospaia                      | Republiek Cospaia                                          | Italiaans: Cospaia                                    |

### D
| Korte landsnaam (Nederlands) | Lange landsnaam (Nederlands)               | Korte landsnaam (oorspronkelijke taal/talen) |
| ---------------------------- | ------------------------------------------ | -------------------------------------------- |
| Dahomey                      | Koninkrijk Dahomey                         | Fon: Danhome                                 |
| Damagaram                    | Sultanaat Damagaram                        | Hausa: Damagaram                             |
| Darfur                       | Sultanaat Darfur                           | Fur: Darfur                                  |
| Darvaz                       | Darvaz (ook wel: Darwaz / Darvoz / Darwoz) | Perzisch: Darvāz / درواز                     |
| Daura (tot 1806)             | Daura                                      | Hausa: Daura                                 |
| Dauro                        | Koninkrijk Dauro                           | Kaffa: Dauro                                 |
| Denemarken-Noorwegen         | Koninkrijk Denemarken en Noorwegen         | Deens en Noors: Danmark–Norge                |
| Dendi                        | Koninkrijk Dendi                           | Songhai: Dendi                               |
| Dosso                        | Koninkrijk Dosso                           | Zarma: Doso                                  |
| Douala                       | Koninkrijk Douala                          | Douala:                                      |
| Dutse                        | Koninkrijk Dutse                           |                                              |

### E
| Korte landsnaam (Nederlands) | Lange landsnaam (Nederlands)                        | Korte landsnaam (oorspronkelijke taal/talen) |
| ---------------------------- | --------------------------------------------------- | -------------------------------------------- |
| Ethiopië                     | Keizerrijk Ethiopië (ook wel: Keizerrijk Abessinië) | Amhaars: ኢትዮጵያ / ʾĪtyōppyā                   |

### F
| Korte landsnaam (Nederlands)                    | Lange landsnaam (Nederlands)                       | Korte landsnaam (oorspronkelijke taal/talen) |
| ----------------------------------------------- | -------------------------------------------------- | -------------------------------------------- |
| Fezzan                                          | Sultanaat Fezzan                                   |                                              |
| Fika                                            | Emiraat Fika                                       | Bole: Fika                                   |
| Fouta Djallon                                   | Koninkrijk Fouta Djallon (ook wel: Almamaat Timbo) | Fula: Fuuta Jallon                           |
| Fouta Toro                                      | Koninkrijk Fouta Toro                              | Fula: Fuuta Tooro                            |
| Frankfurt (van 6 augustus tot 19 september)     | Vrije Rijksstad Frankfurt                          | Duits: Frankfurt                             |
| Frankrijk                                       | Franse Republiek (in de praktijk een keizerrijk)   | Frans: France                                |
| Fulda en Corvey (van 6 augustus tot 27 oktober) | Vorstendom Fulda en Corvey                         | Duits: Fulda und Corvey                      |

### G
| Korte landsnaam (Nederlands) | Lange landsnaam (Nederlands)                | Korte landsnaam (oorspronkelijke taal/talen) |
| ---------------------------- | ------------------------------------------- | -------------------------------------------- |
| Garo                         | Koninkrijk Garo (ook wel: Koninkrijk Bosha) | Sidama: Garo                                 |
| Geledi                       | Sultanaat Geledi                            | Arabisch: غوبرون Somalisch: Geledi           |
| Gera                         | Koninkrijk Gera                             | Afaan Oromo: Gera                            |
| Gimirra                      | Koninkrijk Gimirra                          | Yemsa: Gimirra                               |
| Gliji                        | Gliji (ook wel: Genyigba)                   | Gen:                                         |
| Gobir                        | Gobir                                       | Hausa: Gobir                                 |
| Gomma                        | Koninkrijk Gomma                            | Afaan Oromo: Goma                            |
| Grand-Bassam                 | Koninkrijk Grand-Bassam                     | Moossou                                      |
| Gumel                        | Emiraat Gumel                               | Hausa: Gumel                                 |
| Gumma                        | Koninkrijk Gumma                            | Afaan Oromo: Gumma                           |

### H
| Korte landsnaam (Nederlands)             | Lange landsnaam (Nederlands)                                                                              | Korte landsnaam (oorspronkelijke taal/talen)                    |
| ---------------------------------------- | --- | --------------------------------------------------------------- |
| Habr Yunis                               | Sultanaat Habr Yunis                                                                                      | Arabisch: هبر يونس Somalisch: Habar Yoonis                      |
| Hamahame                                 | Sultanaat Hamahame                                                                                        | Comorees: Hamahame                                              |
| Hamamvu                                  | Sultanaat Hamamvu                                                                                         | Comorees: Hamamvu                                               |
| Hambu                                    | Sultanaat Hambu                                                                                           | Comorees: Hambu                                                 |
| Hamburg (van 6 augustus tot 19 november) | Vrije Rijksstad Hamburg (van 6 augustus tot 13 november) Vrije Hanzestad Hamburg (van 13 tot 19 november) | Duits: Hamburg                                                  |
| Harar                                    | Emiraat Harar                                                                                             | Ge'ez: Harar / ሐረር                                              |
| Hawaï                                    | Koninkrijk Hawaï                                                                                          | Hawaïaans: Hawai'i                                              |
| Hawwara                                  | Hawwara (ook wel: Huwwara / Howwara / Hewwara / Houara)                                                   | Arabisch: الهوارة Berbers: Ihuwwaren                            |
| Heilige Roomse Rijk (tot 6 augustus)     | Heilige Roomse Rijk der Duitse Natie                                                                      | Duits: Heiliges Römisches Reich Latijn: Sacrum Romanum Imperium |
| Hessen (van 6 augustus tot 31 oktober)   | Keurvorstendom Hessen                                                                                     | Duits: Kurhessen                                                |
| Huahine                                  | Koninkrijk Huahine                                                                                        | Tahitiaans: Huahine                                             |
| Huambo                                   | Koninkrijk Huambo (ook wel: Wambu)                                                                        | Umbundu: Wambu                                                  |

### I
| Korte landsnaam (Nederlands) | Lange landsnaam (Nederlands)                                             | Korte landsnaam (oorspronkelijke taal/talen) |
| ---------------------------- | ------------------------------------------------------------------------ | -------------------------------------------- |
| Idoani                       | Confederatie Idoani                                                      | Yoruba: Idoani                               |
| Igala                        | Koninkrijk Igala (ook wel: Koninkrijk Idah)                              | Igala: Igala                                 |
| Igara                        | Koninkrijk Igara                                                         | Hororo: Igara                                |
| Igbirra                      | Igbirra (ook wel: Ebira)                                                 | Igbirra: Igbirra                             |
| Ijebu                        | Koninkrijk Ijebu (ook wel: Koninkrijk Jebu)                              | Yoruba: Ijebu                                |
| Ilé-Ifè                      | Koninkrijk Ilé-Ifè                                                       | Yoruba: Ilé—Ifẹ̀                              |
| Imerina                      | Koninkrijk Imerina (ook wel: Koninkrijk Merina / Koninkrijk Ambohimanga) | Plateaumalagasi: Imerina                     |
| Isandra                      | Koninkrijk Isandra                                                       |                                              |
| Isedo                        | Koninkrijk Isedo                                                         | Yoruba: Ìsẹ̀dó                                |
| Itsandra                     | Sultanaat Itsandra                                                       | Comorees: Itsandra                           |
| Iwo                          | Koninkrijk Iwo                                                           | Yoruba: Iwo                                  |

### J
| Korte landsnaam (Nederlands) | Lange landsnaam (Nederlands)                    | Korte landsnaam (oorspronkelijke taal/talen) |
| ---------------------------- | ----------------------------------------------- | -------------------------------------------- |
| Jaintia                      | Koninkrijk Jaintia                              | Pnar:                                        |
| Jambi                        | Jambi                                           | Jambimaleis: Jambi                           |
| Janjira                      | Janjira                                         |                                              |
| Japan                        | Tokugawa-shogunaat                              | Japans: Nippon / 日本                        |
| Jimma                        | Koninkrijk Jimma                                | Ometo: Kaka Jima                             |
| Johor                        | Sultanaat Johor (ook wel: Sultanaat Johor-Riau) | Johormaleis: Johor                           |
| Jolof                        | Koninkrijk Jolof                                | Wolof: Jolof                                 |
| Joseon                       | Koninkrijk Groot Joseon                         | Koreaans: Chosŏn / 대조선국                  |

### K
| Korte landsnaam (Nederlands)      | Lange landsnaam (Nederlands)                                     | Korte landsnaam (oorspronkelijke taal/talen)                 |
| --------------------------------- | ---------------------------------------------------------------- | ------------------------------------------------------------ |
| Kaabu                             | Koninkrijk Kaabu (ook wel: Gabu / Ngabou / N’Gabu)               | Madninka: Kaabu                                              |
| Kaarta                            | Koninkrijk Kaarta                                                | Bambara: Kaarta                                              |
| Kabasarana                        | Kabasarana                                                       |                                                              |
| Kachari                           | Koninkrijk Kachari (ook wel: Koninkrijk Dimasa)                  | Assamees: কছাৰী ৰাজ্য                                            |
| Kaffa                             | Koninkrijk Kaffa                                                 | Kaffa: Kaffa                                                 |
| Kajara                            | Koninkrijk Kajara                                                | Kajara                                                       |
| Kalabari                          | Koninkrijk Kalabari                                              | Kalabari: Kalabari                                           |
| Kandy                             | Koninkrijk Kandy                                                 | Singalees: සිංහලේ රාජධානිය Tamil:                                  |
| Kano                              | Kano                                                             | Hausa: Kano                                                  |
| Karagwe                           | Koninkrijk Karagwe                                               | Nyambo: Karagwe                                              |
| Kasanje                           | Koninkrijk Kasanje (ook wel: Koninkrijk Jaga)                    | Kasanzi                                                      |
| Kazembe                           | Koninkrijk Kazembe                                               | Bemba: Kazembe                                               |
| Kebbi                             | Emiraat Kebbi (ook wel: Emiraat Argungu)                         | Hausa: Kebbi                                                 |
| Kelantan                          | Kelantan                                                         |                                                              |
| Kénédougou                        | Koninkrijk Kénédougou                                            | Maninka: Kenedugu                                            |
| Kerkelijke Staat                  | Kerkelijke Staat (ook wel: Staat van de Kerk / Pauselijke Staat) | Italiaans: Stato Pontificio Latijn: Status Pontificius       |
| Ketu                              | Ketu (ook wel: Ketou)                                            | Yoruba: Ketu                                                 |
| Khasso                            | Koninkrijk Khasso                                                | Fula: Xaaso                                                  |
| Kilwa                             | Sultanaat Kilwa                                                  | Swahili: Kilwa                                               |
| Kitangonya                        | Sjeikdom Kitangonya                                              | Kitangonya                                                   |
| Kniphausen (van 6 augustus tot ?) | Heerlijkheid Kniphausen                                          | Duits: Kniphausen                                            |
| Kokand                            | Kanaat Kokand (ook wel: Kanaat Farghana)                         | Perzisch: خوقند Russisch: Коканд                             |
| Kombo                             | Koninkrijk Kombo                                                 |                                                              |
| Kong                              | Koninkrijk Kong (ook wel: Wattara / Ouattara)                    | Dioula: Kong                                                 |
| Kongo                             | Koninkrijk Kongo                                                 | Kikongo: Kongo                                               |
| Konta                             | Koninkrijk Konta                                                 | Kaffa: Konta                                                 |
| Kooki                             | Koninkrijk Kooki                                                 | Kooki                                                        |
| Koya Temne                        | Koninkrijk Koya Temne                                            | Temne: Koya-Temne                                            |
| Kpa Mende                         | Confederatie Kpa Mende                                           | Mende: Kpaa Mende                                            |
| Krung Thep                        | Koninkrijk Krung Thep (ook wel: Koninkrijk Siam)                 | Thai:                                                        |
| Kuba                              | Koninkrijk Kuba (ook wel: Koninkrijk Bushongo)                   |                                                              |
| Kubu                              | Kubu                                                             |                                                              |
| Kunduz                            | Kanaat Kunduz                                                    | Dari: قندوز Oezbeeks: Kunduz Pasjtoe: کندز Tadzjieks: Қундуз |
| Kutai Kartanegara                 | Kutai Kartanegara                                                | Kutai:                                                       |
| Kutch                             | Kutch                                                            | Kutchi:                                                      |
| Kwararafa                         | Kwararafa                                                        | Jukun Takum:                                                 |

### L
| Korte landsnaam (Nederlands)           | Lange landsnaam (Nederlands)             | Korte landsnaam (oorspronkelijke taal/talen) |
| -------------------------------------- | ---------------------------------------- | -------------------------------------------- |
| La Dombe                               | Sultanaat La Dombe                       | Comorees:                                    |
| Laghouat                               | Laghouat                                 | Arabisch: الأغواط Berbers:                   |
| Lalangina                              | Koninkrijk Lalangina                     | Lalangina                                    |
| Lanao                                  | Confederatie van Sultanaten in Lanao     | Maranao:                                     |
| Lete                                   | Lete (ook wel: Balete)                   | Tswana: baLete                               |
| Lippe (vanaf 6 augustus)               | Vorstendom Lippe                         | Duits: Lippe                                 |
| Loango                                 | Koninkrijk Loango                        | Kikongo: Lwããgu                              |
| Luba                                   | Koninkrijk Luba                          | Tshiluba: Luba                               |
| Lübeck (van 6 augustus tot 5 november) | Rijksstad Lübeck                         | Duits: Lübeck                                |
| Lunda                                  | Koninkrijk Lunda                         | Tshilunda: Lunda                             |
| Luuka                                  | Luuka                                    | Lusoga: Luuka                                |
| Luwu                                   | Koninkrijk Luwu (ook wel: Luwuq / Wareq) | Boeginees: Luwu / ᨒᨘᨓᨘ                         |

### M
| Korte landsnaam (Nederlands)            | Lange landsnaam (Nederlands)                                | Korte landsnaam (oorspronkelijke taal/talen) |
| --------------------------------------- | ----------------------------------------------------------- | -------------------------------------------- |
| Maguindanao                             | Sultanaat Maguindanao                                       | Arabisch:                                    |
| Majeerteen                              | Sultanaat Majeerteen (ook wel: Sultanaat Harti / Majerteen) | Arabisch: ماجرتين Somalisch: Majeerteen      |
| Mandara                                 | Sultanaat Mandara (ook wel: Sultanaat Wandala)              | Mandara                                      |
| Manipur                                 | Koninkrijk Manipur                                          |                                              |
| Mankessim                               | Koninkrijk Mankessim                                        | Fante: Mankessim                             |
| Maore                                   | Sultanaat Maore (ook wel: Sultanaat Mawuti)                 | Comorees:                                    |
| Maratharijk                             | Marathaconfederatie                                         | Marathi: Marāṭhā Sāmrājya / मराठा साम्राज्य        |
| Maravi                                  | Koninkrijk Maravi                                           | Nyanja:                                      |
| Marokko                                 | Koninkrijk Marokko                                          | Arabisch: al-Maġrib / المغرب                 |
| Massina                                 | Massina                                                     | Fula:                                        |
| Mataram                                 | Sultanaat Mataram                                           | Javaans: Mataram                             |
| Maymana                                 | Kanaat Maymana (ook wel: Maimana)                           | Perzisch: Maymana / میمنه                    |
| Mbaku                                   | Sultanaat Mbaku                                             | Comorees: Mbaku                              |
| Mbude                                   | Sultanaat Mbude                                             | Comorees: Mbude                              |
| Mbunda                                  | Koninkrijk Mbunda                                           | Mbunda: Mbunda                               |
| Mecklenburg-Schwerin (vanaf 6 augustus) | Hertogdom Mecklenburg-Schwerin                              | Duits: Mecklenburg-Schwerin                  |
| Mecklenburg-Strelitz (vanaf 6 augustus) | Hertogdom Mecklenburg-Strelitz                              | Duits: Mecklenburg-Strelitz                  |
| Mehtuli                                 | Kanaat Mehtuli (ook wel: Dzhengutai / Jengutay)             | Koemuks: Mahtulu xanlıq                      |
| Meliau                                  | Sultanaat Meliau                                            | Meliau                                       |
| Menabe                                  | Koninkrijk Menabe                                           | Sakalava-Malagasi:                           |
| Mitsamihuli                             | Sultanaat Mitsamihuli                                       | Comorees: Mitsamihuli                        |
| Mogolrijk                               | Mogolrijk                                                   | Perzisch: Shāhān-e Moġul / حکومت مغلیاں      |
| Montenegro                              | Prinsbisdom Montenegro                                      | Servisch: Crna Gora / Црна Гора              |
| Mthethwa                                | Mthethwa                                                    | Zoeloe: Mthethwa                             |
| Muscat en Oman                          | Sultanaat Muscat                                            | Arabisch: Masqaṭ wa-‘Umān / مسقط وعمان       |

### N
| Korte landsnaam (Nederlands)                 | Lange landsnaam (Nederlands) | Korte landsnaam (oorspronkelijke taal/talen) |
| -------------------------------------------- | ---------------------------- | -------------------------------------------- |
| Nawanagar                                    | Nawanagar                    |                                              |
| Ndwandwe                                     | Ndwandwe                     | Zoeloe: Ndwandwe                             |
| Ndzuwani                                     | Sultanaat Ndzuwani           | Comorees: Ndzuwani                           |
| Negeri Sembilan                              | Negeri Sembilan Darul Khusus | Maleis: Negeri Sembilan / نڬري سمبيلن        |
| Nembe                                        | Koninkrijk Nembe             | Izon: Nembe                                  |
| Nepal                                        | Koninkrijk Nepal             | Nepalees: Nepal / नेपाल                        |
| Neurenberg (van 6 augustus tot 15 september) | Rijksstad Neurenberg         | Duits: Nürnberg                              |
| Ngoyo                                        | Koninkrijk Ngoyo             | N'Goyo                                       |
| Niue-Fekai                                   | Koninkrijk Niue-Fekai        | Niuees: Niue-Fekai                           |
| Nshenyi                                      | Koninkrijk Nshenyi           | Hororo: Nshenyi                              |
| Nungu                                        | Koninkrijk Nungu             | Gurma: Nungu                                 |
| Nupe                                         | Koninkrijk Nupe              | Nupe: Nupe                                   |

### O
| Korte landsnaam (Nederlands)             | Lange landsnaam (Nederlands)                   | Korte landsnaam (oorspronkelijke taal/talen) |
| ---------------------------------------- | ---------------------------------------------- | -------------------------------------------- |
| Obwera                                   | Koninkrijk Obwera                              | Hororo: Obwera                               |
| Oke-Ila Orangun                          | Oke-Ila en Ila-Orangun (ook wel Ile-Yara)      | Yoruba: Òkè-Ìlá Òràngún                      |
| Okrika                                   | Koninkrijk Okrika                              | Kalabari: Okrika                             |
| Ondo                                     | Koninkrijk Ondo                                | Yporuba: Ondo                                |
| Oldenburg (vanaf 6 augustus)             | Hertogdom Oldenburg                            | Duits: Oldenburg                             |
| Onitsha                                  | Koninkrijk Onitsha                             | Igbo: Ọnịcha                                 |
| Oostenrijk                               | Keizerrijk Oostenrijk                          | Duits: Österreich                            |
| Orungu                                   | Koninkrijk Orungu                              | Myene:                                       |
| Osogbo                                   | Koninkrijk Osogbo                              | Yoruba: Oṣogbo                               |
| Ottomaanse Rijk (ook wel: Osmaanse Rijk) | Sublieme Ottomaanse Staat                      | Osmaans: عثمانلى دولتى / Osmanlı Devleti     |
| Ouaddaï                                  | Koninkrijk Ouaddaï (ook wel: Koninkrijk Wadai) | Maba:                                        |
| Owo                                      | Koninkrijk Owo                                 | Yoruba: Owo                                  |
| Oyo                                      | Koninkrijk Oyo                                 | Yoruba: Oyo                                  |

### P
| Korte landsnaam (Nederlands) | Lange landsnaam (Nederlands)                              | Korte landsnaam (oorspronkelijke taal/talen) |
| ---------------------------- | --------------------------------------------------------- | -------------------------------------------- |
| Paaseiland                   | Paaseiland                                                | Rapa Nui: Rapa Nui                           |
| Pagaruyung                   | Koninkrijk Pagaruyung (ook wel: Minangkabau / Malayapura) | Maleis:Pagar Ruyung Minangkabaus: Sanskriet: |
| Palembang                    | Sultanaat Palembang                                       | Musi:                                        |
| Papekat                      | Sultanaat Papekat                                         |                                              |
| Pasir                        | Sultanaat Pasir                                           |                                              |
| Pate                         | Sultanaat Pate                                            | Swahili:                                     |
| Perak                        | Sultanaat Perak                                           | Maleis: Perak / ڨيراق                        |
| Perzië                       | Perzische Rijk                                            | Perzisch: Irân / ایران                       |
| Pontianak                    | Sultanaat Pontianak                                       | Pontianak                                    |
| Porto-Novo                   | Koninkrijk Porto-Novo                                     | Fon: Ajache Ipo                              |
| Portugal                     | Koninkrijk Portugal en de Algarve                         | Portugees: Portugal                          |
| Pruisen (vanaf 6 augustus)   | Koninkrijk Pruisen                                        | Duits: Preußen                               |
| Pyrmont (vanaf 6 augustus)   | Graafschap Pyrmont                                        | Duits: Pyrmont                               |

### R
| Korte landsnaam (Nederlands)           | Lange landsnaam (Nederlands)                                      | Korte landsnaam (oorspronkelijke taal/talen)            |
| -------------------------------------- | ----------------------------------------------------------------- | ------------------------------------------------------- |
| Ragusa (tot 27 mei)                    | Republiek Ragusa                                                  | Italiaans: Ragusa Kroatisch: Dubrovnik Latijn: Ragusium |
| Raiatea                                | Koninkrijk Raiatea                                                | Tahitiaans: Ra'iatea                                    |
| Rapa Iti                               | Rapa Iti (ook wel: Oparo)                                         | Rapan: Rapa Iti                                         |
| Ras al-Khaimah                         | Emiraat Ras al-Khaimah (ook wel: Ras al-Chaima)                   | Arabisch: Ras al-Khaimah / رأس الخيمة                   |
| Reuss-Ebersdorf (vanaf 6 augustus)     | Vorstendom Reuss-Ebersdorf                                        | Duits: Reuß-Ebersdorf                                   |
| Reuss jongere linie (vanaf 6 augustus) | Vorstendom Reuss jongere linie (Vorstendom Reuss-Schleiz en Gera) | Duits: Reuß jüngere Linie                               |
| Reuss-Lobenstein (vanaf 6 augustus)    | Vorstendom Reuss-Lobenstein                                       | Duits: Reuß-Lobenstein                                  |
| Reuss oudere linie (vanaf 6 augustus)  | Vorstendom Reuss oudere linie (Vorstendom Reuss-Greiz)            | Duits: Reuß ältere Linie                                |
| Rey Bouba                              | Sultanaat Rey Bouba                                               |                                                         |
| Rheda (vanaf 6 augustus)               | Heerlijkheid Rheda                                                | Duits: Rheda                                            |
| Rietberg (vanaf 6 augustus)            | Graafschap Rietberg                                               | Duits: Rietberg                                         |
| Rimatara                               | Koninkrijk Rimatara                                               | Austral: Rimatara                                       |
| Rozwi                                  | Rozwi (ook wel: Lozwi / Changamire / Botwa / Ukalanga / Karanga)  | Kalanga:                                                |
| Rujumbura                              | Koninkrijk Rujumbura                                              | Rujumbura                                               |
| Rukiga                                 | Koninkrijk Rukiga                                                 | Rukiga: Rukiga                                          |
| Rurutu                                 | Koninkrijk Rurutu                                                 | Rurutisch: Rurutu                                       |
| Rusland                                | Keizerrijk Rusland (ook wel: Russische Rijk)                      | Russisch: Rossijskaja Imperija / Российская Империя     |
| Rwanda                                 | Koninkrijk Rwanda                                                 | Kinyarwanda: Rwanda                                     |

### S
| Korte landsnaam (Nederlands)                            | Lange landsnaam (Nederlands)                                                    | Korte landsnaam (oorspronkelijke taal/talen) |
| ------------------------------------------------------- | ------------------------------------------------------------------------------- | -------------------------------------------- |
| Saksen (van 6 augustus tot 11 december)                 | Keurvorstendom Saksen                                                           | Duits: Sachsen                               |
| Saksen-Coburg-Saalfeld (van 6 augustus tot 15 december) | Hertogdom Saksen-Coburg-Saalfeld                                                | Duits: Sachsen-Coburg-Saalfeld               |
| Saksen-Gotha-Altenburg (van 6 augustus tot 15 december) | Hertogdom Saksen-Gotha-Altenburg                                                | Duits: Sachsen-Gotha-Altenburg               |
| Saksen-Eisenach (van 6 augustus tot 15 december)        | Hertogdom Saksen-Eisenach                                                       | Duits: Sachsen-Eisenach                      |
| Saksen-Meiningen (van 6 augustus tot 15 december)       | Hertogdom Saksen-Meiningen (ook wel: Hertogdom Saksen-Meiningen-Hildburghausen) | Duits: Sachsen-Meiningen                     |
| Saksen-Weimar (van 6 augustus tot 15 december)          | Hertogdom Saksen-Weimar                                                         | Duits: Sachsen-Weimar                        |
| Saloum                                                  | Koninkrijk Saloum                                                               | Serer: Saluum                                |
| Sambas                                                  | Sultanaat Sambas                                                                | Maleis: Sambas                               |
| Samoa                                                   | Koninkrijk Samoa                                                                | Samoaans: Samoa                              |
| Sankul                                                  | Sjeikdom Sankul                                                                 | Sankul                                       |
| Sanwi                                                   | Koninkrijk Sanwi                                                                | Anyin: Sanwi                                 |
| Sardinië                                                | Koninkrijk Sardinië (ook wel: Piëmont-Sardinië)                                 | Italiaans: Sardegna                          |
| Schauen (vanaf 6 augustus)                              | Rijksheerlijkheid Schauen                                                       | Duits: Schauen                               |
| Schaumburg-Lippe (vanaf 6 augustus)                     | Graafschap Schaumburg-Lippe                                                     | Duits: Schaumburg-Lippe                      |
| Schwarzburg-Rudolstadt (vanaf 6 augustus)               | Vorstendom Schwarzburg-Rudolstadt                                               | Duits: Schwarzburg-Rudolstadt                |
| Schwarzburg-Sondershausen (vanaf 6 augustus)            | Vorstendom Schwarzburg-Sondershausen                                            | Duits: Schwarzburg-Sondershausen             |
| Selangor                                                | Sultanaat Selangor Darul Ehsan                                                  | Maleis: Selangor / سلاڠور                    |
| Selimbau                                                | Selimbau                                                                        | Maleis: Selimbau                             |
| Sennar                                                  | Funj-sultanaat Sennar (ook wel: Sultanaat Sinnar of Blauwe Sultanaat)           | Arabisch: السلطنة الزرقاء                    |
| Sharjah                                                 | Emiraat Sharjah                                                                 | Arabisch: Aš Šāriqah / الشارقة               |
| Sheka                                                   | Sheka                                                                           | Sheka                                        |
| Shewa                                                   | Shewa (ook wel: Shoa / Shua / Showa / Shuwa)                                    | Afaan Oromo: Shawaa Amhaars: ሸዋ              |
| Shilluk                                                 | Koninkrijk Shilluk                                                              | Shilluk: Läg Cøllø                           |
| Siak                                                    | Sultanaat Siak Sri Indrapura                                                    | Maleis: Siak                                 |
| Sicilië                                                 | Koninkrijk Sicilië                                                              | Italiaans en Siciliaans: Sicilia             |
| Sigave                                                  | Koninkrijk Sigave                                                               | Futunisch: Sigave                            |
| Sikh                                                    | Rijk van de Sikhs (ook wel: Punjab)                                             | Perzisch:                                    |
| Silat                                                   | Silat                                                                           | Maleis: Silat                                |
| Sindh                                                   | Sindh (Talpur-dynastie)                                                         | Sindhi: سنڌ Urdu: سندھ                       |
| Sine                                                    | Koninkrijk Sine (ook wel: Sin)                                                  | Serer: Siin                                  |
| Sintang                                                 | Sitang                                                                          |                                              |
| Sjeberghan                                              | Kanaat Sjeberghan (ook wel: Sheberghan / Shibarghan)                            | Perzisch: Shaburghān / شبرغان                |
| Sokoto                                                  | Kalifaat Sokoto                                                                 | Fula: Sokoto                                 |
| Spanje                                                  | Koninkrijk Spanje                                                               | Spaans: España                               |
| Sulu                                                    | Sultanaat Sulu Dar al-Islam                                                     | Arabisch:                                    |
| Swaziland                                               | Koninkrijk Swaziland                                                            | Swazi: Swaziland                             |

### T
| Korte landsnaam (Nederlands) | Lange landsnaam (Nederlands)                 | Korte landsnaam (oorspronkelijke taal/talen) |
| ---------------------------- | -------------------------------------------- | -------------------------------------------- |
| Tadjourah                    | Sultanaat Tadjourah                          | Afar: Tagórri                                |
| Tagant                       | Emiraat Tagant                               | Arabisch: Tagant / ولاية تكانت               |
| Tahiti                       | Koninkrijk Tahiti                            | Tahitiaans: Otaheiti                         |
| Tahuata                      | Koninkrijk Tahuata                           | Zuid-Marquesas: Tahuata                      |
| Tamatave                     | Koninkrijk Tamatave (ook wel: Betsimisaraka) | Malagassisch: Tamatave                       |
| Tawaeli                      | Tawaeli                                      | Kaili:                                       |
| Tawana                       | Tawana (ook wel: Batawana / Ngamiland)       | Tswana: baTawana                             |
| Tekna                        | Tekna                                        | Hassaniya: Tashelhiyt:                       |
| Tenkodogo                    | Tenkodogo                                    | More: Tenkodogo                              |
| Tonga                        | Tonga                                        | Tongaans: Tuʻi Tonga                         |
| Touggourt                    | Sultanaat Touggourt                          |                                              |
| Trarza                       | Emiraat Trarza                               | Arabisch: Trarza / ولاية الترارزة            |
| Tumbatu                      | Sjeikdom Tumbatu                             | Tumbatu                                      |

### U
| Korte landsnaam (Nederlands) | Lange landsnaam (Nederlands)                 | Korte landsnaam (oorspronkelijke taal/talen) |
| ---------------------------- | -------------------------------------------- | -------------------------------------------- |
| Ubani                        | Koninkrijk Ubani (ook wel: Koninkrijk Bonny) | Ibibio: Okolo-Ama                            |
| Umm al-Qaiwain               | Emiraat Umm al-Qaiwain                       | Arabisch: Umm al Quwwayn / أمّ القيوين        |
| Unyanyembe                   | Unyanyembe                                   |                                              |

### V
| Korte landsnaam (Nederlands) | Lange landsnaam (Nederlands)                        | Korte landsnaam (oorspronkelijke taal/talen) |
| ---------------------------- | --------------------------------------------------- | -------------------------------------------- |
| Verenigd Koninkrijk          | Verenigd Koninkrijk van Groot-Brittannië en Ierland | Engels: United Kingdom                       |
| Verenigde Staten             | Verenigde Staten van Amerika                        | Engels: United States                        |
| Vietnam                      | Vietnamese Rijk                                     | Vietnamees: Việt Nam / 越南                  |

### W
| Korte landsnaam (Nederlands)               | Lange landsnaam (Nederlands)             | Korte landsnaam (oorspronkelijke taal/talen)    |
| ------------------------------------------ | ---------------------------------------- | ----------------------------------------------- |
| Waalo                                      | Koninkrijk Waalo (ook wel: Oualo)        | Wolof: Waalo                                    |
| Wajoq                                      | Koninkrijk Wajoq (ook wel: Wajo / Wajok) | Boeginees: Wajoq / ᨓᨍᨚ                           |
| Walayta                                    | Koninkrijk Walayta (ook wel: Welayta)    | Wolaytta: Walayta                               |
| Waldeck (vanaf 6 augustus)                 | Vorstendom Waldeck                       | Duits: Waldeck                                  |
| Wallis                                     | Koninkrijk Wallis (ook wel: Uvea)        | Wallisiaans: 'Uvea                              |
| Wanga                                      | Koninkrijk Wanga                         | Luhya: Wanga                                    |
| Warri                                      | Koninkrijk Warri                         | Itsekiri: Warri                                 |
| Warsangali                                 | Sultanaat Warsangali (ook wel: Gerad)    | Arabisch: سلطنة الورسنجلي Somalisch: Warsangeli |
| Washili                                    | Sultanaat Washili                        | Comorees:Washili                                |
| Würzburg (van 6 augustus tot 25 september) | Keurvorstendom Würzburg                  | Duits: Würzburg                                 |

### X
| Korte landsnaam (Nederlands) | Lange landsnaam (Nederlands) | Korte landsnaam (oorspronkelijke taal/talen) |
| ---------------------------- | ---------------------------- | -------------------------------------------- |
| Xiva                         | Kanaat Xiva                  | Oezbeeks: Xiva                               |

### Y
| Korte landsnaam (Nederlands) | Lange landsnaam (Nederlands)                    | Korte landsnaam (oorspronkelijke taal/talen) |
| ---------------------------- | ----------------------------------------------- | -------------------------------------------- |
| Yauri                        | Emiraat Yauri (ook wel: Emiraat Yawuri)         | Hausa: Yawuri                                |
| Yengar                       | Koninkrijk Yengar (ook wel: Koninkrijk Janjero) | Sidamo: Yengar                               |

### Z
| Korte landsnaam (Nederlands) | Lange landsnaam (Nederlands) | Korte landsnaam (oorspronkelijke taal/talen) |
| ---------------------------- | ---------------------------- | -------------------------------------------- |
| Zazzau                       | Koninkrijk Zazzau            | Hausa: Zazzau                                |
| Zuba                         | Zuba                         | Hausa: Zuba                                  |
| Zweden                       | Koninkrijk Zweden            | Zweeds: Sverige                              |

## Andere landen

### Staten binnen het Heilige Roomse Rijk
| Korte landsnaam (Nederlands)                      | Lange naam                                                                                       | Korte landsnaam (oorspronkelijke taal/talen) |
| ------------------------------------------------- | ------------------------------------------------------------------------------------------------ | -------------------------------------------- |
| Anhalt-Bernburg (tot 6 augustus)                  | Vorstendom Anhalt-Bernburg (tot 8 april) Hertogdom Anhalt-Bernburg (van 8 april tot 6 augustus)  | Duits: Anhalt-Bernburg                       |
| Anhalt-Dessau (tot 6 augustus)                    | Vorstendom Anhalt-Dessau                                                                         | Duits: Anhalt-Dessau                         |
| Anhalt-Köthen (tot 6 augustus)                    | Vorstendom Anhalt-Köthen                                                                         | Duits: Anhalt-Köthen                         |
| Arenberg (tot 12 juli)                            | Hertogdom Arenberg-Meppen                                                                        | Duits: Arenberg                              |
| Augsburg (tot 4 maart)                            | Vrije Rijksstad Augsburg                                                                         | Duits: Augsburg                              |
| Baden (tot 12 juli)                               | Keurvorstendom Baden                                                                             | Duits: Baden                                 |
| Baindt (tot 12 juli)                              | Graafschap Baindt                                                                                | Duits: Baindt                                |
| Beieren (tot 12 juli)                             | Keurvorstendom Beieren (tot 1 januari) Koninkrijk Beieren (van 1 januari tot 12 juli)            | Duits: Bayern                                |
| Bentheim-Steinfurt (tot 12 juli)                  | Graafschap Bentheim-Steinfurt                                                                    | Duits: Bentheim-Steinfurt                    |
| Bömelburg (tot 12 juli)                           | Heerlijkheid Bömelburg                                                                           | Duits: Bömelburg                             |
| Brunswijk-Wolfenbüttel (tot 6 augustus)           | Vorstendom Brunswijk-Wolfenbüttel                                                                | Duits: Braunschweig-Wolfenbüttel             |
| Bremen (tot 6 augustus)                           | Vrije Rijksstad Bremen                                                                           | Duits: Bremen                                |
| Buxheim (tot 12 juli)                             | Heerlijkheid Buxheim                                                                             | Duits: Buxheim                               |
| Castell (tot 12 juli)                             | Graafschap Castell                                                                               | Duits: Castell                               |
| Duitse Orde (tot 12 juli)                         | Orde van de Broeders van het Hospitaal van de Heilige Maria der Duitsers in Jeruzalem            | Duits: Deutsche Orden                        |
| Dülmen (tot 12 juli)                              | Graafschap Cröy-Dülmen                                                                           | Duits: Dülmen                                |
| Edelstetten (tot 12 juli)                         | Graafschap Edelstetten                                                                           | Duits: Edelstetten                           |
| Erbach-Fürstenau (tot 12 juli)                    | Graafschap Erbach-Fürstenau                                                                      | Duits: Erbach-Fürstenau                      |
| Erbach-Schönberg (tot 12 juli)                    | Graafschap Erbach-Schönberg                                                                      | Duits: Erbach-Schönberg                      |
| Erbach-Wartenberg-Roth (tot 12 juli)              | Graafschap Erbach-Wartenberg-Roth                                                                | Duits: Erbach-Wartenberg-Roth                |
| Frankfurt (tot 6 augustus)                        | Vrije Rijksstad Frankfurt                                                                        | Duits: Frankfurt                             |
| Fugger-Babenhausen (tot 12 juli)                  | Graafschap Fugger-Babenhausen                                                                    | Duits: Fugger-Babenhausen                    |
| Fugger-Kirchheim (tot 12 juli)                    | Graafschap Fugger-Kirchheim                                                                      | Duits: Fugger-Kirchheim                      |
| Fugger-Nordendorf (tot 12 juli)                   | Graafschap Fugger-Nordendorf                                                                     | Duits: Fugger-Nordendorf                     |
| Fürstenberg (tot 12 juli)                         | Vorstendom Fürstenberg                                                                           | Duits: Fürstenberg                           |
| Gemen (tot 12 juli)                               | Heerlijkheid Gemen                                                                               | Duits: Gemen                                 |
| Gutenzell (tot 12 juli)                           | Graafschap Gutenzell                                                                             | Duits: Gutenzell                             |
| Hallermund (tot 12 juli)                          | Graafschap Hallermund                                                                            | Duits: Hallermund                            |
| Hamburg (tot 6 augustus)                          | Vrije Rijksstad Hamburg                                                                          | Duits: Hamburg                               |
| Hatzfeld-Trachenberg (tot 12 juli)                | Vorstendom Hatzfeld-Trachenberg                                                                  | Duits: Hatzfeld-Trachenberg                  |
| Hatzfeld-Wildenburg (tot 12 juli)                 | Graafschap Hatzfeld-Wildenburg                                                                   | Duits: Hatzfeld-Wildenburg                   |
| Heggbach (tot 12 juli)                            | Graafschap Heggbach                                                                              | Duits: Heggbach                              |
| Heitersheim (tot 27 januari)                      | Vorstendom Heitersheim                                                                           | Duits en Italiaans: Heitersheim              |
| Hessen (tot 6 augustus)                           | Keurvorstendom Hessen                                                                            | Duits: Kurhessen                             |
| Hessen-Darmstadt (tot 12 juli)                    | Landgraafschap Hessen-Darmstadt                                                                  | Duits: Hessen-Darmstadt                      |
| Hessen-Homburg (tot 12 juli)                      | Landgraafschap Hessen-Homburg                                                                    | Duits: Hessen-Homburg                        |
| Hohengeroldseck (tot 12 juli)                     | Graafschap Hohengeroldseck                                                                       | Duits: Hohengeroldseck                       |
| Hohenlohe-Bartenstein (tot 12 juli)               | Vorstendom Hohenlohe-Bartenstein                                                                 | Duits: Hohenlohe-Bartenstein                 |
| Hohenlohe-Ingelfingen (tot 12 juli)               | Vorstendom Hohenlohe-Ingelfingen                                                                 | Duits: Hohenlohe-Ingelfingen                 |
| Hohenlohe-Jagstberg (tot 12 juli)                 | Vorstendom Hohenlohe-Jagstberg                                                                   | Duits: Hohenlohe-Jagstberg                   |
| Hohenlohe-Kirchberg (tot 12 juli)                 | Vorstendom Hohenlohe-Kirchberg                                                                   | Duits: Hohenlohe-Kirchberg                   |
| Hohenlohe-Langenburg (tot 12 juli)                | Vorstendom Hohenlohe-Langenburg                                                                  | Duits: Hohenlohe-Langenburg                  |
| Hohenlohe-Waldenburg-Schillingfürst (tot 12 juli) | Vorstendom Hohenlohe-Waldenburg-Schillingfürst                                                   | Duits: Hohenlohe-Waldenburg-Schillingfürst   |
| Hohenzollern-Hechingen (tot 12 juli)              | Vorstendom Hohenzollern-Hechingen                                                                | Duits: Hohenzollern-Hechingen                |
| Hohenzollern-Sigmaringen (tot 12 juli)            | Vorstendom Hohenzollern-Sigmaringen                                                              | Duits: Hohenzollern-Sigmaringen              |
| Holzappel (tot 12 juli)                           | Graafschap Holzappel                                                                             | Duits: Holzappel                             |
| Isenburg-Birstein (tot 12 juli)                   | Vorstendom Isenburg-Birstein                                                                     | Duits: Isenburg-Birstein                     |
| Isenburg-Büdingen (tot 12 juli)                   | Graafschap Isenburg-Büdingen                                                                     | Duits: Isenburg-Büdingen                     |
| Isenburg-Meerholz (tot 12 juli)                   | Graafschap Isenburg-Meerholz                                                                     | Duits: Isenburg-Meerholz                     |
| Isenburg-Philippseich (tot 12 juli)               | Graafschap Isenburg-Philippseich                                                                 | Duits: Isenburg-Philippseich                 |
| Isenburg-Wächtersbach (tot 12 juli)               | Graafschap Isenburg-Wächtersbach                                                                 | Duits: Isenburg-Wächtersbach                 |
| Isny (tot 12 juli)                                | Graafschap Isny                                                                                  | Duits: Isny                                  |
| Kniphausen (tot 6 augustus)                       | Heerlijkheid Kniphausen                                                                          | Duits: Kniphausen                            |
| Königsegg-Aulendorf (tot 12 juli)                 | Graafschap Königsegg-Aulendorf                                                                   | Duits: Königsegg-Aulendorf                   |
| Leiningen (tot 12 juli)                           | Vorstendom Leiningen                                                                             | Duits: Leiningen                             |
| Leiningen-Westerburg-Neuleiningen (tot 12 juli)   | Graafschap Leiningen-Westerburg-Neuleiningen                                                     | Duits: Leiningen-Westerburg-Neuleiningen     |
| Leiningen-Westerburg-Altleiningen (tot 12 juli)   | Graafschap Leiningen-Westerburg-Altleiningen (Graafschap Leiningen-Westerburg)                   | Duits: Leiningen-Westerburg-Altleiningen     |
| Liechtenstein (tot 12 juli)                       | Vorstendom Liechtenstein                                                                         | Duits: Liechtenstein                         |
| Limburg-Styrum (tot 12 juli)                      | Heerlijkheid Limburg-Styrum                                                                      | Duits: Limburg-Styrum                        |
| Limpurg-Speckfeld (tot 12 juli)                   | Graafschap Limpurg-Speckfeld                                                                     | Duits: Limpurg-Speckfeld                     |
| Lippe (tot 6 augustus)                            | Vorstendom Lippe                                                                                 | Duits: Lippe                                 |
| Löwenstein-Wertheim-Rosenberg (tot 12 juli)       | Graafschap Löwenstein-Wertheim-Rosenberg                                                         | Duits: Löwenstein-Wertheim-Rosenberg         |
| Lübeck (tot 6 augustus)                           | Rijksstad Lübeck                                                                                 | Duits: Lübeck                                |
| Mecklenburg-Schwerin (tot 6 augustus)             | Hertogdom Mecklenburg-Schwerin                                                                   | Duits: Mecklenburg-Schwerin                  |
| Mecklenburg-Strelitz (tot 6 augustus)             | Hertogdom Mecklenburg-Strelitz                                                                   | Duits: Mecklenburg-Strelitz                  |
| Nassau-Oranje-Fulda (tot 6 augustus)              | Vorstendom Nassau-Oranje-Fulda                                                                   | Duits: Nassau-Oranien-Fulda                  |
| Nassau-Usingen (tot 12 juli)                      | Vorstendom Nassau-Usingen                                                                        | Duits: Nassau-Usingen                        |
| Nassau-Weilburg (tot 12 juli)                     | Vorstendom Nassau-Weilburg                                                                       | Duits: Nassau-Weilburg                       |
| Neuravensburg (tot 12 juli)                       | Heerlijkheid Neuravensburg                                                                       | Duits: Neuravensburg                         |
| Neurenberg (van 11 maart tot 6 augustus)          | Rijksstad Neurenberg                                                                             | Duits: Nürnberg                              |
| Nostitz-Rieneck (tot 12 juli)                     | Graafschap Nostitz-Rieneck                                                                       | Duits: Nostitz-Rieneck                       |
| Ochsenhausen (tot 12 juli)                        | Graafschap Ochsenhausen                                                                          | Duits: Ochsenhausen                          |
| Oldenburg (tot 6 augustus)                        | Hertogdom Oldenburg                                                                              | Duits: Oldenburg                             |
| Ortenburg-Tambach (tot 12 juli)                   | Graafschap Ortenburg-Tambach                                                                     | Duits: Ortenburg-Tambach                     |
| Öttingen-Spielberg (tot 12 juli)                  | Vorstendom Öttingen-Spielberg                                                                    | Duits: Öttingen-Spielberg                    |
| Öttingen-Wallerstein (tot 12 juli)                | Vorstendom Öttingen-Wallerstein                                                                  | Duits: Öttingen-Wallerstein                  |
| Pappenheim (tot 1806)                             | Graafschap Pappenheim                                                                            | Duits: Pappenheim                            |
| Plettenberg-Mietingen (tot 12 juli)               | Graafschap Plettenberg-Mietingen                                                                 | Duits: Plettenberg-Mietingen                 |
| Pruisen (tot 6 augustus)                          | Koninkrijk Pruisen                                                                               | Duits: Preußen                               |
| Pyrmont (tot 6 augustus)                          | Graafschap Pyrmont                                                                               | Duits: Pyrmont                               |
| Rechberg en Rothenlöwen (tot 12 juli)             | Graafschap Rechberg en Rothenlöwen                                                               | Duits: Rechberg und Rothenlöwen              |
| Regensburg (tot 12 juli)                          | Vorstendom Regensburg (Keurvorstendom van de Aartskanselier)                                     | Duits: Regensburg                            |
| Reuss-Ebersdorf (tot 6 augustus)                  | Graafschap Reuss-Ebersdorf (tot 9 april) Vorstendom Reuss-Ebersdorf (van 9 april tot 6 augustus) | Duits: Reuß-Ebersdorf                        |
| Reuss jongere linie (van 9 april tot 6 augustus)  | Vorstendom Reuss jongere linie (Vorstendom Reuss-Schleiz en Gera)                                | Duits: Reuß jüngere Linie                    |
| Reuss-Lobenstein (tot 6 augustus)                 | Vorstendom Reuss-Lobenstein                                                                      | Duits: Reuß-Lobenstein                       |
| Reuss oudere linie (tot 6 augustus)               | Vorstendom Reuss oudere linie (Vorstendom Reuss-Greiz)                                           | Duits: Reuß ältere Linie                     |
| Reuss-Schleiz en Gera (tot 9 april)               | Graafschap Reuss-Schleiz en Gera                                                                 | Duits: Reuß-Schleiz und Gera                 |
| Rheda (tot 6 augustus)                            | Heerlijkheid Rheda                                                                               | Duits: Rheda                                 |
| Rheina-Wolbeck (tot 27 juli)                      | Vorstendom Rheina-Wolbeck                                                                        | Duits: Rheina-Wolbeck                        |
| Rietberg (tot 6 augustus)                         | Graafschap Rietberg                                                                              | Duits: Rietberg                              |
| Saksen (tot 6 augustus)                           | Keurvorstendom Saksen                                                                            | Duits: Sachsen                               |
| Saksen-Coburg-Saalfeld (tot 6 augustus)           | Hertogdom Saksen-Coburg-Saalfeld                                                                 | Duits: Sachsen-Coburg-Saalfeld               |
| Saksen-Eisenach (tot 6 augustus)                  | Hertogdom Saksen-Eisenach                                                                        | Duits: Sachsen-Eisenach                      |
| Saksen-Gotha-Altenburg (tot 6 augustus)           | Hertogdom Saksen-Gotha-Altenburg                                                                 | Duits: Sachsen-Gotha-Altenburg               |
| Saksen-Meiningen (tot 6 augustus)                 | Hertogdom Saksen-Meiningen (ook wel: Hertogdom Saksen-Meiningen-Hildburghausen)                  | Duits: Sachsen-Meiningen                     |
| Saksen-Weimar (tot 6 augustus)                    | Hertogdom Saksen-Weimar                                                                          | Duits: Sachsen-Weimar                        |
| Salm (tot 12 juli)                                | Vorstendom Salm                                                                                  | Duits: Salm                                  |
| Salm-Horstmar (tot 2 augustus)                    | Graafschap Salm-Horstmar                                                                         | Duits: Salm-Horstmar                         |
| Salm-Reifferscheid-Krautheim (tot 12 juli)        | Vorstendom Salm-Reifferscheid-Krautheim                                                          | Duits: Salm-Reifferscheid-Krautheim          |
| Sayn-Wittgenstein-Berleburg (tot 12 juli)         | Vorstendom Sayn-Wittgenstein-Berleburg                                                           | Duits: Sayn-Wittgenstein-Berleburg           |
| Sayn-Wittgenstein-Hohenstein (tot 12 juli)        | Vorstendom Sayn-Wittgenstein-Hohenstein                                                          | Duits: Sayn-Wittgenstein-Hohenstein          |
| Schaesberg-Tannheim (tot 12 juli)                 | Graafschap Schaesberg-Tannheim                                                                   | Duits: Schaesberg-Tannheim                   |
| Schauen (tot 6 augustus)                          | Rijksheerlijkheid Schauen                                                                        | Duits: Schauen                               |
| Schaumburg-Lippe (tot 6 augustus)                 | Graafschap Schaumburg-Lippe                                                                      | Duits: Schaumburg-Lippe                      |
| Schaumburg-Lippe-Alverdissen (tot 6 augustus)     | Graafschap Schaumburg-Lippe-Alverdissen                                                          | Duits: Schaumburg-Lippe-Alverdissen          |
| Schönborn (tot 12 juli)                           | Graafschap Schönborn                                                                             | Duits: Schönborn                             |
| Schönburg (tot 12 juli)                           | Vorstendom Schönburg                                                                             | Duits: Schönburg                             |
| Schussenried en Weißenau (tot 12 juli)            | Graafschap Schussenried en Weißenau                                                              | Duits: Schussenried und Weißenau             |
| Schwarzburg-Rudolstadt (tot 6 augustus)           | Vorstendom Schwarzburg-Rudolstadt                                                                | Duits: Schwarzburg-Rudolstadt                |
| Schwarzenberg (tot 12 juli)                       | Graafschap Schwarzenberg                                                                         | Duits: Schwarzenberg                         |
| Schwarzburg-Sondershausen (tot 6 augustus)        | Vorstendom Schwarzburg-Sondershausen                                                             | Duits: Schwarzburg-Sondershausen             |
| Solms-Braunfels (tot 12 juli)                     | Graafschap Solms-Braunfels                                                                       | Duits: Solms-Braunfels                       |
| Solms-Laubach (tot 12 juli)                       | Graafschap Solms-Laubach                                                                         | Duits: Solms-Laubach                         |
| Solms-Lich-Hohensolms (tot 12 juli)               | Graafschap Solms-Lich-Hohensolms                                                                 | Duits: Solms-Lich-Hohensolms                 |
| Solms-Rödelheim (tot 12 juli)                     | Graafschap Solms-Rödelheim                                                                       | Duits: Solms-Rödelheim                       |
| Solms-Sachsenfeld (tot 12 juli)                   | Graafschap Solms-Sachsenfeld                                                                     | Duits: Solms-Sachsenfeld                     |
| Solms-Wildenfels (tot 12 juli)                    | Graafschap Solms-Wildenfels                                                                      | Duits: Solms-Wildenfels                      |
| Stadion-Thannhausen (tot 12 juli)                 | Graafschap Stadion-Thannhausen                                                                   | Duits: Stadion-Thannhausen                   |
| Stadion-Warthausen (tot 12 juli)                  | Graafschap Stadion-Warthausen                                                                    | Duits: Stadion-Warthausen                    |
| Starhemberg (tot 12 juli)                         | Vorstendom Starhemberg                                                                           | Duits: Starhemberg                           |
| Stolberg-Gedern (tot 1806)                        | Vorstendom Stolberg-Gedern                                                                       | Duits: Stolberg-Gedern                       |
| Störnstein (tot 12 juli)                          | Graafschap Störnstein                                                                            | Duits: Störnstein                            |
| Tengen (tot 12 juli)                              | Graafschap Tengen                                                                                | Duits: Tengen                                |
| Thurn und Taxis (tot 12 juli)                     | Vorstendom Thurn und Taxis                                                                       | Duits: Thurn und Taxis                       |
| Umpfenbach (tot 12 juli)                          | Graafschap Umpfenbach                                                                            | Duits: Umpfenbach                            |
| Waldburg-Wolfegg (tot 12 juli)                    | Vorstendom Waldburg-Wolfegg                                                                      | Duits: Waldburg-Wolfegg                      |
| Waldburg-Zeil-Trauchburg (tot 12 juli)            | Vorstendom Waldburg-Zeil-Trauchburg                                                              | Duits: Waldburg-Zeil-Trauchburg              |
| Waldburg-Zeil-Wurzach (tot 12 juli)               | Vorstendom Waldburg-Zeil-Wurzach                                                                 | Duits: Waldburg-Zeil-Wurzach                 |
| Wallmoden-Gimborn (tot 12 juli)                   | Graafschap Wallmoden-Gimborn                                                                     | Duits: Wallmoden-Gimborn                     |
| Waldeck (tot 6 augustus)                          | Vorstendom Waldeck                                                                               | Duits: Waldeck                               |
| Wartenberg-Rot (tot 12 juli)                      | Graafschap Wartenberg-Rot                                                                        | Duits: Wartenberg-Rot                        |
| Wied-Neuwied (tot 12 juli)                        | Vorstendom Wied-Neuwied                                                                          | Duits: Wied-Neuwied                          |
| Wied-Runkel (tot 12 juli)                         | Vorstendom Wied-Runkel                                                                           | Duits: Wied-Runkel                           |
| Windisch-Graetz (tot 12 juli)                     | Graafschap Windisch-Graetz                                                                       | Duits: Windisch-Graetz                       |
| Winterrieden (tot 12 juli)                        | Burggraafschap Winterrieden                                                                      | Duits: Winterrieden                          |
| Württemberg (tot 12 juli)                         | Keurvorstendom Württemberg (tot 1 januari) Koninkrijk Württemberg (van 1 januari tot 12 juli)    | Duits: Württemberg                           |
| Würzburg (tot 6 augustus)                         | Keurvorstendom Würzburg                                                                          | Duits: Würzburg                              |

### Landen binnen de grenzen van het Ottomaanse Rijk
In onderstaande lijst zijn staten opgenomen die lagen in het gebied dat officieel behoorde tot het Ottomaanse Rijk, maar waar het Ottomaanse Rijk geen zeggenschap had. Bahrein was een vazal van Diriyah en is niet apart in onderstaande lijst opgenomen.
| Korte landsnaam (Nederlands) | Lange landsnaam (Nederlands)                                                | Korte landsnaam (oorspronkelijke taal/talen)                                 |
| ---------------------------- | --------------------------------------------------------------------------- | ---------------------------------------------------------------------------- |
| Aqrabi                       | Sjeikdom Aqrabi                                                             | Arabisch: 'Aqrabi / عقربي                                                    |
| Audhali                      | Sultanaat Audhali                                                           | Arabisch: al-ʿAwdhalī / العوذلي                                              |
| Bayda                        | Sultanaat Bayda (ook wel: Beda / Baidah)                                    | Arabisch: Al-Bayḍā / ٱلْبَيْضَاء                                                 |
| Beihan                       | Emiraat Beihan (ook wel: Bayhan)                                            | Arabisch: Bayḥān / بيحان                                                     |
| Dhala                        | Emiraat Dhala (ook wel: Dali / Dhali / Amiri)                               | Arabisch: aḍ-Ḍāliʿ / الضالع                                                  |
| Diriyah                      | Emiraat Diriyah (ook wel: Eerste Saoedische Staat)                          | Arabisch: ad-Dir‘iyya / الدرعية                                              |
| Fadhli                       | Sultanaat Fadhli                                                            | Arabisch: Faḍlī / فضلي                                                       |
| Haushabi                     | Sultanaat Haushabi                                                          | Arabisch: Al-Hawshabī / الحوشبي                                              |
| Kathiri                      | Sultanaat Kathiri                                                           | Arabisch: al-Kathīrī / الكثيري                                               |
| Koeweit                      | Sjeikdom Koeweit                                                            | Arabisch: al-Kuwayt / الكويت                                                 |
| Lahej                        | Sultanaat Lahej (ook wel: Sultanaat Abdali / Lahij)                         | Arabisch: Laḥij / لحج                                                        |
| Mahra                        | Mahrasultanaat Qishn en Socotra (ook wel: Mahrasultanaat Ghayda en Socotra) | Arabisch: Salṭanat Mahrah fī Qishn wa Suquṭrah / سلطنة المهرة في قشن و سقطرة |
| Manfuha                      | Sjeikdom Manfuha                                                            | Arabisch: Manfuha / منفوحة                                                   |
| Mukalla                      | Staat Mukalla                                                               | Arabisch: al-Mukallā / ٱلْمُكَلَّا                                                |
| Mutayr                       | Sjeikdom Mutayr                                                             | Arabisch: Mutayr / مطير                                                      |
| Neder-Aulaqi                 | Sultanaat Neder-Aulaqi                                                      | Arabisch: ʿAwlaqī al-Suflī / العوالق السفلى                                  |
| Neder-Yafa                   | Sultanaat Neder-Yafa                                                        | Arabisch: Yāfiʿ al-Suflā / يافع السفلى                                       |
| Opper-Aulaqi (sjeikdom)      | Sjeikdom Opper-Aulaqi                                                       | Arabisch: Mashyakhat al-ʿAwālaq al-ʿUlyā / مشيخة العوالق العليا              |
| Opper-Aulaqi (sultanaat)     | Sultanaat Opper-Aulaqi                                                      | Arabisch: Salṭanat al-ʿAwālaq al-ʿUlyā / سلطنة العوالق العليا                |
| Opper-Yafa                   | Staat Opper-Yafa (ook wel: Sultanaat Opper-Yafa)                            | Arabisch: Yāfiʿ al-ʿUlyā / يافع العليا                                       |
| Qasimiden                    | Imamaat van de Qasimiden (Imamaat Jemen / Imamaat van de Zaidieten)         | Arabisch:                                                                    |
| Shaib                        | Sjeikdom Shaib                                                              | Arabisch: Shuʿayb / شعيب                                                     |
| Shihr                        | Shihr                                                                       | Arabisch: Ash Shihr / الشحر                                                  |
| Subeihi                      | Sultanaat Subeihi                                                           | Arabisch: aṣ-Ṣubayḥī / الصبيحي                                               |
| Unayzah                      | Emiraat Unayzah (ook wel: Anayzah)                                          | Arabisch: Unaizah / عنيزة                                                    |
| Wahidi                       | Sultanaat Wahidi                                                            | Arabisch: Wāḥidī / واحدي                                                     |

### Landen binnen de grenzen van het Perzische Rijk
In onderstaande lijst zijn staten opgenomen die lagen in het gebied dat officieel behoorde tot Perzië, maar waarover Perzië weinig tot geen controle had.
| Korte landsnaam (Nederlands) | Officiële landsnaam (Nederlands)                            | Korte landsnaam (oorspronkelijke taal/talen)                              |
| ---------------------------- | ----------------------------------------------------------- | ------------------------------------------------------------------------- |
| Akhty-Para                   | Confederatie Akhty-Para                                     | Lezgisch:                                                                 |
| Aqusha-Dargo                 | Confederatie Aqusha-Dargo                                   | Lezgisch:                                                                 |
| Ardebil                      | Kanaat Ardebil (ook wel: Ardabil / Badiroghlu)              | Azerbeidzjaans: Ərdəbil Perzisch: Ardabīl / اردبیل                        |
| Derbent (tot 1806)           | Kanaat Derbent (ook wel: Derbend)                           | Azerbeidzjaans: Dərbənd Lezgisch: Кьвевар Perzisch: Darband / دربند       |
| Djaro-Belokani (tot 1806)    | Confederatie Djaro-Belokani                                 | Avaars: Tsachoerisch:                                                     |
| Gazikumukh                   | Kanaat Gazikumukh (ook wel: Lak / Kazi-Kumukh / Qazi-Qumuq) | Lak: Gazigumukssa Khanlug Perzisch:                                       |
| Jerevan                      | Kanaat Jerevan                                              | Armeens: Yerevan / Երևան Azerbeidzjaans: İrəvan Perzisch: Īravān / ایروان |
| Kaitag (tot 1806)            | Kaitag                                                      | Dargiens: Koemuks: Perzisch:                                              |
| Khalkhal                     | Kanaat Khalkhal (ook wel: Herowabad / Herow)                | Azerbeidzjaans: Hirow / هیرو Perzisch: Khālkhāl / خالخال                  |
| Khoy                         | Kanaat Khoy (ook wel: Donboli)                              | Azerbeidzjaans: Xoy Perzisch: Khoy / خوی                                  |
| Maku                         | Kanaat Maku (ook wel: Kangarli)                             | Azerbeidzjaans: Maku Perzisch: Mākū / ماكو                                |
| Maragha                      | Kanaat Maragha (ook wel: Maraqeh / Maragheh)                | Azerbeidzjaans: ماراغا Perzisch: Marāgheh / مراغه                         |
| Marand                       | Kanaat Marand (ook wel: Morand)                             | Azerbeidzjaans: Mərənd Perzisch: Marand / مرند                            |
| Nachitsjevan                 | Kanaat Nachitsjevan                                         | Azerbeidzjaans: Naxçivan Perzisch: خانات نخجوان                           |
| Quba (tot 1806)              | Kanaat Quba (ook wel: Kuba)                                 | Azerbeidzjaans: Quba Lezgisch: Куба́                                       |
| Qutqashen                    | Sultanaat Qutqashen (ook wel: Qabala)                       | Azerbeidzjaans: Qutqaşen sultanlığı / Qəbələ mahalı Perzisch:             |
| Tabassaran (tot 1806)        | Vorstendom Tabassaran (ook wel: Tabasaran)                  | Perzisch: Tabassaraans:                                                   |
| Talysh                       | Kanaat Talysh (ook wel: Lankaran)                           | Azerbeidzjaans: Talış Talysh: Perzisch:                                   |
| Zanjan                       | Kanaat Zanjan                                               | Azerbeidzjaans: زنگان Perzisch: Zanjan / زنجان                            |

### Autonome gebieden binnen de Marathaconfederatie
De soevereine vorst van de Marathaconfederatie was de chhatrapati. Er waren twee chhatrapati's, beide van de Bhonsle-dynastie, gezeteld in Satara en Kolhapur. De feitelijke macht was echter in handen van de peshwa (premier) van de Bhat-familie. Daarnaast hadden grote delen van het rijk een semi-autonome status. De belangrijkste dynastieën die deze gebieden bestuurden waren de Holkar van Indore, de Scindia van Gwalior en de Puar van Dewas, maar er waren vele andere semi-autonome gebieden.
| Korte landsnaam (Nederlands) | Status                                                                   | Korte landsnaam (oorspronkelijke taal/talen) |
| ---------------------------- | ------------------------------------------------------------------------ | -------------------------------------------- |
| Ajaigarh                     | Ajaigarh (ook wel: Ajaygarh / Adjygurh)                                  | Marathi:                                     |
| Akalkot                      | Akalkot (ook wel: Akkalkot), onder bestuur van de Bhonsle-dynastie       | Marathi: अक्कलकोट                              |
| Alipura                      | Alipura                                                                  | Marathi:                                     |
| Aundh (tot 1806)             | Aundh                                                                    | Marathi: औंध                                  |
| Bhopal                       | Bhopal, onder bestuurt van de Mirazikhel-dynastie                        | Perzisch: بوپال                              |
| Bhor                         | Bhor                                                                     | Marathi: भोर                                  |
| Daphlapur                    | Daphlapur (ook wel: Daflepur), onder bestuur van de Dafle-dynastie       | Marathi:                                     |
| Dewas Junior                 | Dewas Junior, onder bestuur van de Puar-dynastie                         | Marathi:                                     |
| Dewas Senior                 | Dewas Senior, onder bestuur van de Puar-dynastie                         | Marathi:                                     |
| Dhar                         | Dhar, onder bestuur van de Puar-dynastie                                 | Marathi: धार                                  |
| Gwalior                      | Gwalior (ook wel: Ujjain), onder bestuur van de Scindia-dynastie         | Marathi: ग्वाल्हेर                               |
| Indore                       | Indore, onder bestuur van de Holkar-dynastie                             | Marathi: इंदूर                                 |
| Jaitpur                      | Jaitpur                                                                  | Marathi:                                     |
| Jaso                         | Jaso (ook wel: Jassu)                                                    | Marathi:                                     |
| Jath                         | Jath (ook wel: Joth), onder bestuur van de Dafle-dynastie                | Marathi: जत                                  |
| Kolhapur                     | Kolhapur, onder bestuur van de Bhonsle-dynastie                          | Marathi: कोल्हापूर                               |
| Kurundvad                    | Kurundvad (ook wel: Kurandvad), onder bestuur van de Patwardhan-dynastie | Marathi:                                     |
| Miraj                        | Miraj, onder bestuur van de Patwardhan-dynastie                          | Marathi: मिरज                                 |
| Nagpur                       | Nagpur, onder bestuur van de Bhonsle-dynastie                            | Marathi: नागपूर                                |
| Phaltan                      | Phaltan, onder bestuur van de Nimbalkar-dynastie                         | Marathi: फलटण                                |
| Sangli                       | Sangli, onder bestuur van de Patwardhan-dynastie                         | Marathi: सांगली                                 |

### Staten binnen het Mogolrijk
Onderstaande staten behoorden officieel tot het Mogolrijk, maar waren daarvan in feite onafhankelijk.
| Korte landsnaam (Nederlands) | Status                                                 | Korte landsnaam (oorspronkelijke taal/talen)   |
| ---------------------------- | ------------------------------------------------------ | ---------------------------------------------- |
| Avadh                        | Koninkrijk Avadh (ook wel: Awadh / Oudh)               | Avadhi en Hindoestani: Avadha / अवध Urdu: اودھ |
| Banswara                     | Banswara                                               | Wagdi:                                         |
| Barwani                      | Barwani                                                | Hindoestani: Baḍwāni / बड़वानी                    |
| Bharatpur                    | Koninkrijk Bharatpur (ook wel: Jat Staat)              | Hindoestani: Bharatpur / भरतपुर                 |
| Bikaner                      | Bikaner                                                | Rajasthani: बिकाणो                                |
| Bundi                        | Bundi                                                  | Hindoestani: Būndī / बूंदी                        |
| Dungarpur                    | Dungarpur                                              | Wagdi:                                         |
| Jaipur                       | Jaipur                                                 | Hindi: Jayapur /जयपुर                           |
| Jaisalmer                    | Jaisalmer                                              | Rajasthani: जैसलमेर                              |
| Jodhpur                      | Jodhpur (ook wel: Marwar)                              | Rajasthani: जोधपुर Urdu: جودهپُور                 |
| Karauli                      | Karauli                                                | Hindi: करौली                                     |
| Kishangarh                   | Kishangarh                                             | Rajasthani:                                    |
| Kota                         | Kota (ook wel: Kotah)                                  | Rajasthani: कोटा                                 |
| Pratapgarh                   | Pratapgarh (ook wel: Pratabgarh)                       | Rajasthani:                                    |
| Sirohi                       | Sirohi                                                 | Rajasthani:                                    |
| Udaipur                      | Koninkrijk Udaipur (ook wel: Sisodia-dynastie / Mewar) | Mewari:                                        |

### Balinese koninkrijken
Het Koninkrijk Bali bestond uit diverse zelfstandige koninkrijken, waarbij de koning van Klungkung fungeerde als een primus inter pares. Ubud was een vazal van Gianyar en is niet apart weergegeven.
| Korte landsnaam (Nederlands) | Status                | Korte landsnaam (oorspronkelijke taal/talen) |
| ---------------------------- | --------------------- | -------------------------------------------- |
| Badung                       | Koninkrijk Badung     | Balinees: Badung                             |
| Bangli                       | Koninkrijk Bangli     | Balinees: Bangli                             |
| Buleleng                     | Koninkrijk Buleleng   | Balinees: Buleleng                           |
| Gianyar                      | Koninkrijk Gianyar    | Balinees: Gianyar                            |
| Jembrana                     | Koninkrijk Jembrana   | Balinees: Jembrana                           |
| Karangasem                   | Koninkrijk Karangasem | Balinees: Karangasem                         |
| Kesiman                      | Koninkrijk Kesiman    | Balinees: Kesiman                            |
| Klungkung                    | Koninkrijk Klungkung  | Balinees: Klungkung                          |
| Mengwi                       | Koninkrijk Mengwi     | Balinees: Mengwi                             |
| Pamecutan                    | Koninkrijk Pamecutan  | Balinees: Pamecutan                          |
| Tabanan                      | Koninkrijk Tabanan    | Balinees: Tabanan                            |

### Niet algemeen erkende landen
| Korte landsnaam (Nederlands)              | Lange landsnaam (Nederlands)                               | Korte landsnaam (oorspronkelijke taal/talen)                     |
| ----------------------------------------- | ---------------------------------------------------------- | ---------------------------------------------------------------- |
| Couto Misto                               | Couto Misto                                                | Galicisch: Couto Mixto Portugees: Couto Misto Spaans: Coto Mixto |
| Franceville                               | Onafhankelijke Gemeenschap Franceville                     | Bislama en Frans: Franceville                                    |
| (tot 17 oktober) Haïti (vanaf 17 oktober) | Keizerrijk Haïti (tot 17 oktober) Haïti (vanaf 17 oktober) | Frans: Haïti Haïtiaans-Creools: Ayiti                            |
| Haïti (zuid) (vanaf 27 december)          | Haïti                                                      | Frans: Haïti Haïtiaans-Creools: Ayiti                            |
| Mombassa                                  | Sultanaat Mombassa                                         | Arabisch: مومباسا                                                |
| Muskogee                                  | Staat Muskogee                                             | Engels: Muskogee                                                 |
| Ossetië (tot 1806)                        | Ossetië                                                    | Ossetisch: Irijston / Ирыстон                                    |
| Servië                                    | Servië (Revolutionair Servië)                              | Servisch: Srbija / Србија                                        |

## Niet-onafhankelijke gebieden
Hieronder staat een lijst van afhankelijke gebieden.

### Niet-onafhankelijke gebieden van Ashanti
| Korte landsnaam (Nederlands) | Status     | Korte landsnaam (oorspronkelijke taal/talen) |
| ---------------------------- | ---------- | -------------------------------------------- |
| Denkyira                     | Vazalstaat | Akan: Denkyira                               |

### Niet-onafhankelijke gebieden van Benin
De Ekiti-koninkrijken waren onder andere Ado-Ekiti, Akure, Aramoko-Ekiti, Awo-Ekiti en Ise-Ekiti. Deze stadstaten zijn niet apart weergegeven.
| Korte landsnaam (Nederlands) | Status      | Korte landsnaam (oorspronkelijke taal/talen) |
| ---------------------------- | ----------- | -------------------------------------------- |
| Ekiti-koninkrijken           | Vazalstaten | Yoruba:                                      |

### Britse niet-onafhankelijke gebieden
| Korte landsnaam (Nederlands)                   | Status                                                                 | Korte landsnaam (oorspronkelijke taal/talen)         |
| ---------------------------------------------- | ---------------------------------------------------------------------- | ---------------------------------------------------- |
| Alderney                                       | Brits Kroonbezit                                                       | Engels: Alderney Frans: Aurigny                      |
| Bahama's                                       | Kroonkolonie                                                           | Engels: Bahama Islands                               |
| Barbados                                       | Kolonie                                                                | Engels: Barbados                                     |
| Bermuda                                        | Kroonkolonie                                                           | Engels: Bermuda                                      |
| Britse Bovenwindse Eilanden                    | Kolonie                                                                | Engels: Leeward Islands                              |
| Britse Goudkust                                | Overzees bezit, eigendom van de Company of Merchants Trading to Africa | Engels: Gold Coast                                   |
| Cape Bretoneiland                              | Kolonie                                                                | Engels: Cape Breton Island                           |
| Ceylon                                         | Kroonkolonie                                                           | Engels: Ceylon                                       |
| Dominica                                       | Kolonie                                                                | Engels: Dominica                                     |
| Fort James                                     | Overzees bezit, eigendom van de Company of Merchants Trading to Africa | Engels: Fort James                                   |
| Fort William                                   | Overzees bezit                                                         | Engels: Fort William at Whydah                       |
| Gibraltar                                      | Overzees bezit                                                         | Engels: Gibraltar                                    |
| Grenada                                        | Kolonie                                                                | Engels: Grenada                                      |
| Guernsey                                       | Brits Kroonbezit                                                       | Engels: Guernsey Frans: Guernesey                    |
| Jamaica                                        | Kroonkolonie                                                           | Engels: Jamaica                                      |
| Jersey                                         | Brits Kroonbezit                                                       | Engels en Frans: Jersey                              |
| Kaapkolonie (vanaf 3 januari)                  | Kroonkolonie                                                           | Engels: Cape Colony Nederlands: Kaapkolonie          |
| Lord Howe-eiland                               | Overzees bezit                                                         | Engels: Lord Howe Island                             |
| Man                                            | Bezit                                                                  | Engels: Isle of Man Manx-Gaelisch: Ellan Vannin      |
| Mary Ballcouts Eiland                          | Overzees bezit                                                         | Engels: Mary Ballcout's Island                       |
| Miskitokoninkrijk                              | Protectoraat: Miskitokoninkrijk                                        | Engels: Mosquito Kingdom Miskito:                    |
| Neder-Canada                                   | Kolonie                                                                | Engels: Lower Canada                                 |
| Newfoundland                                   | Kolonie                                                                | Engels: Newfoundland                                 |
| Nieuw-Brunswijk                                | Kolonie                                                                | Engels: New Brunswick                                |
| New South Wales                                | Kroonkolonie                                                           | Engels: New South Wales                              |
| Noordwestelijk Territorium                     | Eigendom van de Hudson's Bay Company                                   | Engels: North-Western Territory                      |
| Nova Scotia                                    | Kolonie                                                                | Engels: Nova Scotia                                  |
| Oost-Indië                                     | Gebied van de Britse Oost-Indische Compagnie                           | Engels: East India                                   |
| Opper-Canada                                   | Kolonie                                                                | Engels: Upper Canada                                 |
| Prins Edwardeiland                             | Kolonie                                                                | Engels: Prince Edward Island                         |
| Prins Edwardeilanden                           | Overzees bezit                                                         | Engels: Prince Edward Islands                        |
| Rupertland                                     | Eigendom van de Hudson's Bay Company.                                  | Engels: Rupert's Land                                |
| Saint Lucia                                    | Kolonie                                                                | Engels: Saint Lucia                                  |
| Saint Vincent                                  | Kolonie                                                                | Engels: Saint Vincent                                |
| Shenge                                         | Protectoraat                                                           | Engels: Shenge                                       |
| Sierra Leone                                   | Eigendom van de Sierra Leone Company                                   | Engels: Sierra Leone                                 |
| Sint-Helena                                    | Gebied van de Britse Oost-Indische Compagnie                           | Engels: Saint Helena                                 |
| Stikineterritorium                             | Overzees bezit                                                         | Engels: Stickeen Territories / Stikine Territory     |
| Tobago                                         | Kolonie                                                                | Engels: Tobago                                       |
| Trinidad                                       | Kolonie                                                                | Engels: Trinidad                                     |
| Zuid-Georgië en de Zuidelijke Sandwicheilanden | Overzees bezit                                                         | Engels: South Georgia and the South Sandwich Islands |

### Niet-onafhankelijke gebieden van Buchara
| Korte landsnaam (Nederlands) | Status                                        | Korte landsnaam (oorspronkelijke taal/talen) |
| ---------------------------- | --------------------------------------------- | -------------------------------------------- |
| Andkhoy                      | Vazalstaat: Kanaat Andkhoy (ook wel: Andkhui) |                                              |

### Chinese niet-onafhankelijke gebieden
| Korte landsnaam (Nederlands) | Status                              | Korte landsnaam (oorspronkelijke taal/talen) |
| ---------------------------- | ----------------------------------- | -------------------------------------------- |
| Hunza                        | Vazalstaat: Hunza (ook wel: Kanjut) | Urdu: Hunza / ہنزہ                           |
| Ladakh                       | Vazalstaat van Tibet                | Ladakhi:                                     |
| Lanfang                      | Vazalstaat: Republiek Lanfang       | Mandarijn: Lánfāng Gònghéguó / 蘭芳共和國    |
| Tibet                        | Vazalstaat                          | Tibetaans: Bod / བོད་                         |

### Deense niet-onafhankelijke gebieden
| Korte landsnaam (Nederlands) | Status | Korte landsnaam (oorspronkelijke taal/talen) |
| ---------------------------- | --- | -------------------------------------------- |
| Deense Goudkust              | Kolonie | Deens: Den danske Guldkyst                   |
| Deens-Oost-Indië             | Kolonie | Deens: Dansk Ostindien                       |
| Deens-West-Indië             | Kolonie | Deens: Dansk Vestindien                      |
| Groenland                    | Kolonie | Deens: Grønland                              |
| Holstein                     | Hertogdom Holstein, in personele unie met Denemarken verbonden, tot 6 augustus deel van het Heilige Roomse Rijk | Deens: Holsten Duits: Holstein               |
| IJsland                      | Kolonie | Deens: Ísland                                |
| Sleeswijk                    | Vazalstaat: Hertogdom Sleeswijk, in personele unie met Denemarken verbonden                                     | Deens: Slesvig Duits: Schleswig              |

### Franse niet-onafhankelijke gebieden
| Korte landsnaam (Nederlands)                                              | Status                                            | Korte landsnaam (oorspronkelijke taal/talen)         |
| ------------------------------------------------------------------------- | ------------------------------------------------- | ---------------------------------------------------- |
| Bataafs Gemenebest (tot 5 juni)                                           | Vazalstaat: Bataafs Gemenebest                    | Frans: Nederlands: Bataafsch Gemeenebest             |
| Benevento (vanaf 5 juni)                                                  | Vazalstaat: Vorstendom Benevento                  | Frans: Bénévent Italiaans: Benevento                 |
| Berg en Kleef (van 15 maart tot 12 juli)                                  | Hertogdom Berg en Kleef                           | Duits: Berg und Kleve Frans: Berg et Clèves          |
| Crozeteilanden                                                            | Overzees bezit                                    | Frans: Îles Crozet                                   |
| Etrurië                                                                   | Vazalstaat: Koninkrijk Etrurië                    | Frans: Étrurie Italiaans: Etruria                    |
| Franse Goudkust                                                           | Overzees bezit                                    | Frans: Établissements français de la Côte-d'Or       |
| Frans-Guyana                                                              | Kolonie                                           | Frans: Guyane Français                               |
| Frans-Oost-Indië                                                          | Kolonie                                           | Frans: Indes-Orientales                              |
| Guadeloupe                                                                | Kolonie                                           | Frans: Guadeloupe                                    |
| Guastalla (van 30 maart tot 24 mei)                                       | Vazalstaat: Vorstendom Guastalla                  | Frans en Italiaans: Guastalla                        |
| (van 5 juni tot 21 september) Holland (vanaf 5 juni) (vanaf 21 september) | Vazalstaat: Koninkrijk Holland                    | Frans: Hollande Nederlands: Holland                  |
| Italië                                                                    | Vazalstaat: Koninkrijk Italië                     | Italiaans: Italia                                    |
| Kerguelen                                                                 | Overzees bezit                                    | Frans: Îles Kerguelen                                |
| Lucca                                                                     | Vazalstaat: Vorstendom Lucca en Piombino          | Frans en Italiaans: Lucca                            |
| Martinique                                                                | Kolonie                                           | Frans: Martinique                                    |
| Massa en Carrara (vanaf 30 maart)                                         | Vazalstaat: Hertogdom Massa en Vorstendom Carrara | Italiaans: Massa e Carrara                           |
| Napels (vanaf 30 maart)                                                   | Vazalstaat: Koninkrijk der Beide Siciliën         | Italiaans en Napolitaans: Napoli / Sicilia citeriore |
| Poljica (vanaf 1806)                                                      | Bezet gebied: Republiek Poljica                   | Frans: Kroatisch: Poljica                            |
| Pontecorvo (vanaf 5 juni)                                                 | Vazalstaat: Vorstendom Pontecorvo                 | Frans en Italiaans: Pontecorvo                       |
| Rhodaanse Republiek                                                       | Vazalstaat: Rhodaanse Republiek                   | Frans: République rhodanienne                        |
| Rijnbond (vanaf 12 juli)                                                  | Vazalstaat: Geconfedereerde Staten van de Rijn    | Duits: Rheinbund Frans: Confédération du Rhin        |
| Saint-Paul en Amsterdam                                                   | Overzees bezit                                    | Frans: Saint-Paul-et-Amsterdam                       |
| San Marino                                                                | Protectoraat: Republiek San Marino                | Italiaans: San Marino                                |
| Senegal                                                                   | Kolonie                                           | Frans: Senegal                                       |
| Zwitserland                                                               | Vazalstaat: Zwitserse Bondsstaat                  | Duits: Schweiz Frans: Suisse Italiaans: Svizzera     |

### Franse niet-onafhankelijke gebieden (leden van de Rijnbond)
| Korte landsnaam (Nederlands)                  | Lange naam                                                                      | Korte landsnaam (oorspronkelijke taal/talen)                   |
| --------------------------------------------- | ------------------------------------------------------------------------------- | -------------------------------------------------------------- |
| Arenberg (vanaf 12 juli)                      | Hertogdom Arenberg-Meppen                                                       | Duits en Frans: Arenberg                                       |
| Baden (vanaf 12 juli)                         | Keurvorstendom Baden (van 12 tot 25 juli) Groothertogdom Baden (vanaf 25 juli)  | Duits: Baden Frans: Bade                                       |
| Beieren (vanaf 12 juli)                       | Koninkrijk Beieren                                                              | Duits: Bayern Frans: Bavière                                   |
| Berg (vanaf 12 juli)                          | Groothertogdom Berg                                                             | Duits en Frans: Berg                                           |
| Hessen (vanaf 12 juli)                        | Groothertogdom Hessen (ook wel: Hessen-Darmstadt)                               | Duits: Hessen Frans: Hesse                                     |
| Hohenzollern-Hechingen (vanaf 12 juli)        | Vorstendom Hohenzollern-Hechingen                                               | Duits en Frans: Hohenzollern-Hechingen                         |
| Hohenzollern-Sigmaringen (vanaf 12 juli)      | Vorstendom Hohenzollern-Sigmaringen                                             | Duits en Frans: Hohenzollern-Sigmaringen                       |
| Isenburg (vanaf 12 juli)                      | Soeverein Vorstendom Isenburg                                                   | Duits: Isenburg                                                |
| Liechtenstein (vanaf 12 juli)                 | Vorstendom Liechtenstein                                                        | Duits en Frans: Liechtenstein                                  |
| Nassau (vanaf 30 augustus)                    | Hertogdom Nassau                                                                | Duits en Frans: Nassau                                         |
| Nassau-Usingen (van 12 juli tot 30 augustus)  | Vorstendom Nassau-Usingen                                                       | Duits: Nassau-Usingen                                          |
| Nassau-Weilburg (van 12 juli tot 30 augustus) | Vorstendom Nassau-Weilburg                                                      | Duits: Nassau-Weilburg                                         |
| Regensburg (vanaf 12 juli)                    | Vorstendom Regensburg                                                           | Duits: Regensburg Frans: Ratisbonne                            |
| Saksen (vanaf 11 december)                    | Koninkrijk Saksen                                                               | Duits: Sachsen Frans: Saxe                                     |
| Saksen-Coburg-Saalfeld (vanaf 15 december)    | Hertogdom Saksen-Coburg-Saalfeld                                                | Duits: Sachsen-Coburg-Saalfeld Frans:Saxe-Coburg-Saalfeld      |
| Saksen-Gotha-Altenburg (vanaf 15 december)    | Hertogdom Saksen-Gotha-Altenburg                                                | Duits: Sachsen-Gotha-Altenburg Frans:Saxe-Gotha-Altenburg      |
| Saksen-Eisenach (vanaf 15 december)           | Hertogdom Saksen-Eisenach                                                       | Duits: Sachsen-Eisenach Frans:Saxe-Eisenach                    |
| Saksen-Weimar (vanaf 15 december)             | Hertogdom Saksen-Weimar                                                         | Duits: Sachsen-Weimar Frans:Saxe-Weimar                        |
| Saksen-Meiningen (vanaf 15 december)          | Hertogdom Saksen-Meiningen (ook wel: Hertogdom Saksen-Meiningen-Hildburghausen) | Duits: Sachsen-Meiningen Frans:Saxe-Meiningen                  |
| Salm (vanaf 12 juli)                          | Vorstendom Salm                                                                 | Duits en Frans: Salm                                           |
| Von der Leyen (vanaf 12 juli)                 | Vorstendom von der Leyen                                                        | Duits: Fürstentum von der Leyen Frans: Principauté de la Leyen |
| Württemberg (vanaf 12 juli)                   | Koninkrijk Württemberg                                                          | Duits: Württemberg Frans: Wurtemberg                           |
| Würzburg (vanaf 25 september)                 | Groothertogdom Würzburg                                                         | Duits en Frans: Würzburg                                       |

### Bataafse / Hollandse niet-onafhankelijke gebieden
Het Bataafs Gemenebest (Koninkrijk Holland) was een vazalstaat van Frankrijk. 

De staten (vorstenlanden) van Nederlands-Indië die onder Nederlandse protectie stonden en soms een grote mate van autonomie hadden, zijn niet apart weergegeven. Voorbeelden hiervan zijn: Bacan, Banjarmasin, Bantam, Bima, Cirebon, Gowa, Mataram, Siau, Tabukan en Tidore.
| Korte landsnaam (Nederlands)                                 | Status                                     | Korte landsnaam (oorspronkelijke taal/talen)               |
| ------------------------------------------------------------ | ------------------------------------------ | ---------------------------------------------------------- |
| Aruba (tot 11 januari)                                       | Kolonie                                    | Nederlands: Aruba                                          |
| (tot 21 september) Curaçao (vanaf 21 september)              | Kolonie                                    | Nederlands: Curaçao                                        |
| Kaapkolonie (tot 3 januari)                                  | Kolonie (Tussenstation Kaap de Goede Hoop) | Nederlands: Kaap de Goede Hoop                             |
| (tot 21 september) Nederlands-Indië (vanaf 21 september)     | Kolonie                                    | Nederlands: Nederlands-Indië                               |
| (tot 21 september) Nederlandse Goudkust (vanaf 21 september) | Kolonie: Nederlands-Guinea                 | Nederlands: Nederlandsche Bezittingen ter Kuste van Guinea |
| (tot 21 september) Sint Maarten (vanaf 21 september)         | Kolonie                                    | Nederlands: Sint Maarten                                   |
| (tot 21 september) Sint Eustatius (vanaf 21 september)       | Kolonie                                    | Nederlands: Sint Eustatius                                 |

### Niet-onafhankelijke gebieden van Janjira
| Korte landsnaam (Nederlands) | Status                                                                 | Korte landsnaam (oorspronkelijke taal/talen) |
| ---------------------------- | ---------------------------------------------------------------------- | -------------------------------------------- |
| Jafarabad                    | Jafarabad (ook wel: Jafrabad), in personele unie met Janjira verbonden | Gujarati: જાફરાબાદ                              |

### Japanse niet-onafhankelijke gebieden
| Korte landsnaam (Nederlands) | Status                        | Korte landsnaam (oorspronkelijke taal/talen)                    |
| ---------------------------- | ----------------------------- | --------------------------------------------------------------- |
| Riukiu                       | Vazalstaat: Koninkrijk Riukiu | Japans: Ryūkyū Ōkoku / 琉球王国 Riukiuaans: Rūchū-kuku / 琉球國 |

### Niet-onafhankelijke gebieden van Johor
| Korte landsnaam (Nederlands) | Status                       | Korte landsnaam (oorspronkelijke taal/talen) |
| ---------------------------- | ---------------------------- | -------------------------------------------- |
| Muar                         | Vazalstaat                   | Maleis: Muar                                 |
| Pahang                       | Vazalstaat: Sultanaat Pahang | Maleis: Pahang                               |

### Niet-onafhankelijke gebieden van Kutai
| Korte landsnaam (Nederlands) | Status                                   | Korte landsnaam (oorspronkelijke taal/talen) |
| ---------------------------- | ---------------------------------------- | -------------------------------------------- |
| Berau                        | Vazalstaat: Sultanaat Berau              | Maleis: Berau                                |
| Bulungan                     | Vazalstaat van Berau: Sultanaat Bulungan | Maleis: Bulungan / بولوڠن                    |

### Oostenrijkse niet-onafhankelijke gebieden
| Korte landsnaam (Nederlands) | Status                          | Korte landsnaam (oorspronkelijke taal/talen) |
| ---------------------------- | ------------------------------- | -------------------------------------------- |
| Poljica (tot 1806)           | Bezet gebied: Republiek Poljica | Duits en Kroatisch: Poljica                  |

### Ottomaanse niet-onafhankelijke gebieden
Egypte en Tunis waren onderdelen van het Ottomaanse Rijk, maar hadden een grote mate van autonomie.
| Korte landsnaam (Nederlands) | Status                             | Korte landsnaam (oorspronkelijke taal/talen) |
| ---------------------------- | ---------------------------------- | -------------------------------------------- |
| Abchazië                     | Vazalstaat: Vorstendom Abchazië    | Abchazisch: Apsny / Аҧсны́                    |
| Baban                        | Vazalstaat: Emiraat Baban          | Koerdisch:                                   |
| Badinan                      | Vazalstaat: Badinan                | Koerdisch:                                   |
| Bitlis                       | Vazalstaat: Vorstendom Bitlis      | Koerdisch:                                   |
| Botan                        | Vazalstaat: Emiraat Botan (Bokhti) | Koerdisch:                                   |
| Egypte                       | Eyalet Egypte                      | Arabisch: Miṣr / مِصر Osmaans: Mısır / میصیر  |
| Goeria                       | Vazalstaat: Vorstendom Goeria      | Georgisch: Guria / გურია                     |
| Hakkari                      | Vazalstaat: Emiraat Hakkari        | Koerdisch:                                   |
| Moldavië                     | Vazalstaat: Vorstendom Moldavië    | Osmaans: Bogdan Roemeens: Moldova            |
| Mukriyan                     | Vazalstaat: Mukriyan               | Koerdisch:                                   |
| Şirvan                       | Vazalstaat: Emiraat Şirvan         | Koerdisch:                                   |
| Soran                        | Vazalstaat: Emiraat Soran          | Koerdisch:                                   |
| Svanetië                     | Vazalstaat: Vorstendom Svanetië    | Svanetisch:                                  |
| Taqali                       | Vazalstaat: Taqali                 | Taqali: Taqali                               |
| Tunis                        | Beylik Tunis                       | Arabisch: Osmaans:                           |
| Walachije (tot 28 augustus)  | Vazalstaat: Vorstendom Walachije   | Osmaans: Eflak Roemeens: Valahia             |

### Ottomaans-Russische niet-onafhankelijke gebieden
| Korte landsnaam (Nederlands)    | Status                          | Korte landsnaam (oorspronkelijke taal/talen)                                      |
| ------------------------------- | ------------------------------- | --------------------------------------------------------------------------------- |
| Republiek van de Zeven Eilanden | Republiek van de Zeven Eilanden | Grieks: Eptánisos Politía / Επτάνησος Πολιτεία Italiaans: Repubblica Settinsulare |

### Niet-onafhankelijke gebieden van Ouaddaï
| Korte landsnaam (Nederlands) | Status                          | Korte landsnaam (oorspronkelijke taal/talen) |
| ---------------------------- | ------------------------------- | -------------------------------------------- |
| Dar Runga                    | Vazalstaat: Sultanaat Dar Runga |                                              |

### Perzische niet-onafhankelijke gebieden
| Korte landsnaam (Nederlands) | Status                                 | Korte naam (oorspronkelijke taal/talen)                    |
| ---------------------------- | -------------------------------------- | ---------------------------------------------------------- |
| Ardalan                      | Vazalstaat: Ardalan (ook wel: Erdalan) | Koerdisch: Perzisch: Ardalān / اردلان                      |
| Karadach                     | Vazalstaat: Kanaat Karadach            | Azerbeidzjaans: قاراداغ خانلیغی Perzisch: خانات قره‌داغ     |
| Urmia                        | Vazalstaat: Kanaat Urmia               | Azerbeidzjaans: Urmiya / اورمیه و Perzisch: Urmia / ارومیه |

### Portugese niet-onafhankelijke gebieden
| Korte landsnaam (Nederlands) | Status                | Korte landsnaam (oorspronkelijke taal/talen) |
| ---------------------------- | --------------------- | -------------------------------------------- |
| Azoren                       | Kapiteinsgeneraliteit | Portugees: Açores                            |
| Brazilië                     | Onderkoninkrijk       | Portugees: Brasil                            |
| Kaapverdië                   | Kolonie               | Portugees: Cabo Verde                        |
| Macau                        | Kolonie               | Portugees: Macau                             |
| Madeira                      | Kolonie               | Portugees: Madeira                           |
| Portugees-Indië              | Kolonie               | Portugees: Estado da Índia                   |
| Portugees-Oost-Afrika        | Kolonie               | Portugees: África Oriental Portuguesa        |
| Portugees-West-Afrika        | Kolonie               | Portugees: África Ocidental Portuguesa       |
| Sao Tomé en Principe         | Kolonie               | Portugees: São Tomé e Príncipe               |

### Pruisische niet-onafhankelijke gebieden
Tot 6 augustus was het Koninkrijk Pruisen formeel een personele unie tussen het Keurvorstendom Brandenburg, dat onderdeel was van het Heilige Roomse Rijk, en het eigenlijke Koninkrijk Pruisen, dat geen onderdeel was van het Heilige Roomse Rijk. In de praktijk was Brandenburg echter een onderdeel van het Koninkrijk Pruisen met als staatshoofd de Koning in Pruisen. Na het opheffen van het Heilige Roomse Rijk op 6 augustus 1806 werd Brandenburg een provincie van Pruisen.
| Korte landsnaam (Nederlands) | Status                                                                                                  | Korte landsnaam (oorspronkelijke taal/talen) |
| ---------------------------- | --- | -------------------------------------------- |
| Brandenburg (tot 6 augustus) | Keurvorstendom Brandenburg (ook wel: Markgraafschap Brandenburg): onderdeel van het Heilige Roomse Rijk | Duits: Brandenburg                           |

### Russische niet-onafhankelijke gebieden
| Korte landsnaam (Nederlands) | Status                                                                      | Korte landsnaam (oorspronkelijke taal/talen)                                       |
| ---------------------------- | --------------------------------------------------------------------------- | ---------------------------------------------------------------------------------- |
| Bakoe (tot 6 oktober)        | Vazalstaat: Kanaat Bakoe (ook wel: Baku)                                    | Azerbeidzjaans: Bakı Russisch: Баку                                                |
| Bukej-Horde                  | Vazalstaat: Bukej-Horde                                                     | Kazachs: Bökey Ordası / Бөкей Ордасы Russisch: Bukeyevskaya Orda / Букеевская Орда |
| Derbent (vanaf 1806)         | Kanaat Derbent (ook wel: Derbend)                                           | Azerbeidzjaans: Dərbənd Lezgisch: Кьвевар Russisch: Дербент                        |
| Elisu                        | Vazalstaat: Sultanaat Elisu (ook wel: Elisou / Ilisu)                       | Azerbeidzjaans: Georgisch: Russisch: Илису Tsachoerisch:                           |
| Grote Horde                  | Protectoraat                                                                | Kazachs: Ulı jüz / Ұлы жүз                                                         |
| Imeretië                     | Protectoraat: Koninkrijk Imeretië                                           | Georgisch: Imeretis Samepho / იმერეთის სამეფო                                      |
| Jever (tot oktober)          | Heerlijkheid Jever, tot 6 augustus deel van het Heilige Roomse Rijk         | Duits: Jever                                                                       |
| Kaitag (vanaf 1806)          | Kaitag                                                                      | Dargiens: Koemuks: Russisch: Кайтагское уцмийство                                  |
| Karabach                     | Vazalstaat: Kanaat Karabach                                                 | Azerbeidzjaans: Qarabağ Russisch: Карабахское ханство                              |
| Kleine Horde                 | Protectoraat                                                                | Kazachs: Kişi jüz / Кіші жүз                                                       |
| Middelste Horde              | Protectoraat                                                                | Kazachs: Orta jüz / Орта жүз                                                       |
| Mingrelië                    | Protectoraat: Vorstendom Mingrelië                                          | Mingreels:                                                                         |
| Quba (vanaf 1806)            | Protectoraat: Kanaat Quba (ook wel: Kuba)                                   | Azerbeidzjaans: Quba Lezgisch: Куба́                                                |
| Russisch-Amerika             | Territorium van de Russisch-Amerikaanse Compagnie                           | Russisch: Russkaya Amerika / Русская Америка                                       |
| Shaki (vanaf 21 mei)         | Vazalstaat: Kanaat Shaki (ook wel: Sheki / Sjeki / Şəki / Shekin / Shakki)  | Azerbeidzjaans: Şəki Russisch: Sjeki / Шеки                                        |
| Shamakha (vanaf 25 december) | Vazalstaat: Kanaat Shamakha (ook wel: Şirvan / Shirwan / Shervan / Sjirvan) | Azerbeidzjaans: Russisch: Шемаха                                                   |
| Tabassaran (vanaf 1806)      | Vazalstaat: Vorstendom Tabassaran (ook wel: Tabasaran)                      | Russisch: Tabassaraans: Табасаран                                                  |
| Tarki                        | Vazalstaat: Sjamchalaat Tarki                                               | Koemuks: Targhu / Таргъу Russisch: Тарки́                                           |

### Rwandese niet-onafhankelijke gebieden
| Korte landsnaam (Nederlands) | Status                                                        | Korte landsnaam (oorspronkelijke taal/talen) |
| ---------------------------- | ------------------------------------------------------------- | -------------------------------------------- |
| Buhoma                       | Vazalstaat: Koninkrijk Buhoma                                 | Kinyarwanda: Buhoma                          |
| Bukonja                      | Vazalstaat: Koninkrijk Bukonja                                | Kinyarwanda: Bukonja                         |
| Bukunzi                      | Vazalstaat: Koninkrijk Bukunzi (ook wel: Koninkrijk Mbirizi)  | Kinyarwanda: Bukunzi                         |
| Bushiru                      | Vazalstaat: Koninkrijk Bushiru                                | Kinyarwanda: Bushiru                         |
| Busozo                       | Vazalstaat: Koninkrijk Busozo                                 | Kinyarwanda: Busozo                          |
| Cyingogo                     | Vazalstaat: Koninkrijk Cyingogo (ook wel: Koninkrijk Kingogo) | Kinyarwanda: Cyingogo                        |
| Kibari                       | Vazalstaat: Koninkrijk Kibari                                 | Kinyarwanda: Kibari                          |
| Ruhengeri                    | Vazalstaat: Koninkrijk Ruhengeri                              | Kinyarwanda: Ruhengeri                       |

### Niet-onafhankelijke gebieden van Siak
| Korte landsnaam (Nederlands) | Status     | Korte landsnaam (oorspronkelijke taal/talen) |
| ---------------------------- | ---------- | -------------------------------------------- |
| Langkat                      | Vazalstaat | Maleis: Langkat                              |
| Pelalawan                    | Vazalstaat | Maleis: Pelalawan                            |
| Serdang                      | Vazalstaat | Maleis: Serdang                              |

### Siamese niet-onafhankelijke gebieden
Het Koninkrijk Besut Darul Iman was een vazal van Terengganu en is niet apart weergegeven. Perlis was onderworpen aan Kedah en is ook niet apart weergegeven. De semi-autonome stadstaten van Lanna (Chiang Rai, Lampang, Lamphun, Mae Hong Son, Nan en Phrae) zijn ook niet apart vermeld.
| Korte landsnaam (Nederlands) | Status                                                                                 | Korte landsnaam (oorspronkelijke taal/talen)                 |
| ---------------------------- | -------------------------------------------------------------------------------------- | ------------------------------------------------------------ |
| Cambodja                     | Vazalstaat: Koninkrijk Cambodja                                                        | Khmer: Kampuchéa / កម្ពុជា Siamees: Kạmphūchā / กัมพูชา           |
| Champasak                    | Vazalstaat: Koninkrijk Champasak                                                       | Laotiaans: Champasak / ຈຳປາສັກ Siamees:                       |
| Kedah                        | Vazalstaat: Sultanaat Kedah Darul Aman                                                 | Maleis: Kedah / قدح Siamees: Syburi / ไทรบุรี                  |
| Lanna                        | Vazalstaat: Land van een Miljoen Rijstvelden (Koninkrijk Lanna / Koninkrijk Chiangmai) | Lanna en Siamees: อาณาจักรล้านนา                               |
| Patani                       | Siamese bezetting van Patani                                                           | Maleis: Patani Siamees: Pattani / ปัตตานี                      |
| Terengganu                   | Vazalstaat: Sultanaat Terengganu Darul Iman                                            | Maleis: Tranung Siamees: Trangkanu / ตรังกานู                  |
| Vientiane                    | Vazalstaat: Koninkrijk Vientiane                                                       | Laotiaans: Wieng Chan / ວຽງຈັນ Siamees: Viang chan / เวียงจันทน์ |
| Xhieng Khuang                | Vazalstaat: Koninkrijk Xhieng Khuang (ook wel: Muang Phuan)                            | Laotiaans: Siamees:                                          |

### Niet-onafhankelijke gebieden van de Sikhs
| Korte landsnaam (Nederlands) | Status     | Korte landsnaam (oorspronkelijke taal/talen) |
| ---------------------------- | ---------- | -------------------------------------------- |
| Kotkhai                      | Vazalstaat |                                              |

### Niet-onafhankelijke gebieden van Sokoto
| Korte landsnaam (Nederlands) | Status                         | Korte landsnaam (oorspronkelijke taal/talen) |
| ---------------------------- | ------------------------------ | -------------------------------------------- |
| Bauchi                       | Vazalstaat: Emiraat Bauchi     | Fula: Bauchi                                 |
| Daura (vanaf 1806)           | Vazalstaat: Emiraat Daura      | Hausa: Daura                                 |
| Gombe                        | Vazalstaat: Emiraat Gombe      | Fula: Gombe                                  |
| Hadejia                      | Vazalstaat: Emiraat Hadejia    | Hausa: Haɗejiya                              |
| Katsina                      | Vazalstaat: Emiraat Katsina    | Hausa: Katsina                               |
| Keffi                        | Vazalstaat: Emiraat Keffi      | Fula: Keffi                                  |
| Lafia                        | Vazalstaat: Lafia Beri-Beri    | Kanuri: Lafia                                |
| Zamfara                      | Vazalstaat: Koninkrijk Zamfara | Hausa: Zamfara                               |

### Spaanse niet-onafhankelijke gebieden
| Korte landsnaam (Nederlands) | Status          | Korte landsnaam (oorspronkelijke taal/talen) |
| ---------------------------- | --------------- | -------------------------------------------- |
| Fernando Poo                 | Kolonie         | Spaans: Fernando Pó                          |
| Nieuw-Granada                | Onderkoninkrijk | Spaans: Nueva Granada                        |
| Nieuw-Spanje                 | Onderkoninkrijk | Spaans: Nueva España                         |
| Peru                         | Onderkoninkrijk | Spaans: Perú                                 |
| Río de la Plata              | Onderkoninkrijk | Spaans: Río de la Plata                      |

### Vietnamese niet-onafhankelijke gebieden
| Korte landsnaam (Nederlands) | Status                                                         | Korte landsnaam (oorspronkelijke taal/talen) |
| ---------------------------- | -------------------------------------------------------------- | -------------------------------------------- |
| Champa                       | Vazalstaat: Koninkrijk Champa                                  | Vietnamees: Cham Pa                          |
| Luang Prabang                | Vazalstaat: Land van een miljoen olifanten en de witte parasol | Laotiaans:                                   |

### Zweedse niet-onafhankelijke gebieden
| Korte landsnaam (Nederlands) | Status                                                     | Korte landsnaam (oorspronkelijke taal/talen)      |
| ---------------------------- | ---------------------------------------------------------- | ------------------------------------------------- |
| Sankt Bartholomeus           | Kolonie                                                    | Zweeds: Sankt Bartholomeus                        |
| Zweeds-Pommeren              | Bezitting, tot 6 augustus deel van het Heilige Roomse Rijk | Duits: Schwedisch Pommern Zweeds: Svenska Pommern |